# Кнорозов, Юрий Валентинович
Ю́рий Валенти́нович Кно́ро́зов (19 ноября 1922, Южный, Харьковский уезд, Харьковская губерния — 30 марта 1999, Санкт-Петербург, Россия) — советский и российский историк, этнограф, лингвист и эпиграфист, переводчик, основатель советской школы майянистики.
В 1948 году окончил исторический факультет МГУ, специализируясь по кафедре этнографии. Проблемой письменности майя заинтересовался ещё студентом. Предварительный отчёт о её дешифровке был им опубликован в журнале «Советская этнография» в 1952 году. Это способствовало переводу Кнорозова в Институт этнографии имени Н. Н. Миклухо-Маклая Академии наук СССР, в котором он работал с августа 1953 года до конца жизни. В 1955 году защитил диссертацию «„Сообщение о делах в Юкатане“ Диего де Ланда как историко-этнографический источник», за которую был удостоен степени доктора исторических наук, минуя кандидатскую. В том же году вышла обобщающая статья «Система письма древних майя» и перевод «Сообщения о делах в Юкатане». В 1956 году докладывал о результатах своей работы на Международном конгрессе американистов в Копенгагене, однако затем вплоть до 1990 года оставался невыездным. В 1963 году вышла монография «Письменность индейцев майя» со словарём и каталогом знаков (540 единиц). Удостоен медали «За трудовое отличие» (1967). В 1975 году вышли в свет «Иероглифические рукописи майя» (перевод и исследование всех уцелевших рукописей). За комплекс работ по дешифровке удостоен Государственной премии СССР (1977).
Несмотря на то, что именно дешифровка майяской иероглифики принесла Кнорозову мировую известность и признание научного сообщества, сам он рассматривал её лишь как практический подход к более широкой теории сигнализации и коллектива. Увлечение этими темами в молодости определило интерес к шаманским практикам, затем — письменности майя, а позже вылилось в теорию коллектива и фасцинации.
Как учёный известен активным продвижением математических методов исследования недешифрованных письменностей, применение которых дало важные результаты. Группа исследователей под его руководством, в которую в разное время входили такие известные историки, этнографы и лингвисты, как Александр Кондратов, Маргарита Альбедиль, Николай Бутинов, Ирина Фёдорова, на протяжении 1950—1980-х годов с разной степенью успешности осуществляла дешифровку письменности острова Пасхи и письменности долины Инда. В 1980-х годах несколько раз посещал Курильские острова, пытаясь решить айнскую проблему и её связь с заселением Америки предками индейцев.
В 1990 году впервые совершил двухмесячную поездку в Гватемалу, где был удостоен Большой золотой медали президента. В 1992 и 1995 годах посещал Мексику, а в 1994 году был награждён орденом Ацтекского орла четвёртой степени; вручение происходило в посольстве Мексики в Москве. Последнее путешествие в Мексику совершил в 1997 году, в ходе которого посетил и Юго-Западные штаты США, интересовавшие его в связи с гипотезой о прародине культуры майя. Являлся почётным членом Мадридского общества по изучению майя и Национального географического общества США. Память Кнорозова увековечена в России, Мексике и на Украине.

## Биография

### Становление (1922—1943)

#### Происхождение. Ранние годы
Фамилия «Кнорозов» относится к числу редких, её этимология не выяснена (по одной из версий, в древнерусском, как и в современном украинском, языке кно́розом, укр. кно́росом, могли именовать кабана). Дед Дмитрий Петрович Кнорозов родился в Екатеринодаре в 1850 году, получил образование юриста, практиковал в Тифлисе. Женился он около 1876 года на армянке Мариам Давыдовне Сахавян, будущей театральной актрисе. В семье было пятеро детей. Валентин, отец будущего учёного, родился в Екатеринодаре; после обучения служил в страховом обществе «Россия». По материнской линии предки Юрия Валентиновича происходили из Устюга, из купеческого семейства Макаровых. Валентин Дмитриевич Кнорозов и Александра Сергеевна Макарова встретились в Санкт-Петербурге и ещё до свадьбы приняли решение воспитывать будущих детей «по Бехтереву», учением которого оба увлекались. Венчались они 17 января 1911 года в Петербурге, в Андреевском соборе.
После рождения первенца Сергея семья переехала в Харьков, куда был переведён по службе Кнорозов-старший. После отправки Валентина Дмитриевича в действующую армию Александра с детьми Сергеем и Галиной переселилась в железнодорожный посёлок Южный (ныне — город Пивденное). В 1916 году глава семейства демобилизовался и вернулся в Харьков, где продолжал работать по специальности начальником отдела страхования. В семье к тому времени было четверо детей (родились сыновья Борис и Леонид). В 1921 году, во время гражданской войны и смены власти, семейство окончательно перебралось в Южный и даже начало постройку дома. После окончательного установления Советской власти Валентин Кнорозов был принят в НКПС, где занял должность начальника отдела подсобных предприятий Южной железной дороги. 19 ноября 1922 года на свет появился последний сын — Юрий. По настоянию верующей матери он был крещён Георгием, а в свидетельстве о рождении был назван по-украински «Юрко». В доме Кнорозовых было много книг, глава семьи занимался живописью как любитель, а мать играла на рояле. Родители занимались первоначальным воспитанием детей, пользуясь методиками Виктора Сороки-Росинского и самого академика Бехтерева: делались попытки раннего определения склонностей и способностей каждого ребёнка и их развития; рисованию всех детей обучала мать. Отец даже пытался развивать у детей амбидекстрию. Однако у системы кнорозовского воспитания была и оборотная сторона: по мнению Г. Ершовой, «отец был всё время на службе и осуществлял лишь общий контроль, давая указания, например, анализировать рисунки, писать левой рукой, не связываться с религией». Мать не отличалась «показной добротой», была сдержанной в выражении чувств к детям, требовательной. Некоторую холодность матери Юрий в детстве и отрочестве пытался компенсировать общением с сестрой Галиной.
Судя по воспоминаниям родственников и самого Ю. Кнорозова, с ранних лет он был беспокойным ребёнком. В пятилетнем возрасте, играя с братьями в крикет (возможно, в лапту), он получил сильный удар по голове, потеряв на некоторое время зрение. Этот удар он искренне считал открывшим его способности. По мнению Г. Г. Ершовой, семейное воспитание также привило всем братьям и сёстрам скрытность и замкнутость характера, в отличие от отца, никто из них не проявлял управленческих способностей. Равным образом (судя по интервью с племянниками Кнорозова и по мнению Г. Ершовой, знавшей их лично), четверо братьев и сестра Кнорозовы были «неколлективными людьми». В 1930 году Юрия отдали в 46-ю железнодорожную школу, одновременно он поступил в музыкальную школу Харьковского училища Южных железных дорог по классу скрипки. В 1932 году участвовал в конкурсе учеников детских музыкальных школ и даже получил грамоту «ударника четвёртого года пятилетки», но вскоре забросил занятия музыкой, хотя разбитую скрипку хранил до конца жизни. В пятом классе Юрий увлёкся биологией, видимо, под влиянием старшего брата Леонида и сестры Галины, которые в дальнейшем стали учёными по этой специальности. В 1936 году из-за болезни он пропустил три месяца занятий и даже не был аттестован, однако в 1937 году успешно окончил школу-семилетку. В тот период он собирался стать врачом и поступил на рабфак при Втором Харьковском медицинском институте. Отец в 1938 году был назначен главным инженером Южного треста строительных материалов НКПС, объединявшего около тридцати заводов.

#### Харьковский университет. Война
В мае 1939 года Юрий окончил рабфак с отличными оценками (кроме украинского языка и литературы) и намеревался получить специальность психиатра. Однако ввиду того, что медицинские факультеты и институты в тот период в первую очередь готовили военных врачей, Кнорозов не прошёл медицинскую комиссию, что не позволяло поступить на избранную специальность. 29 июля 1939 года он подал прошение директору Харьковского университета с просьбой зачислить его на исторический факультет. Военная комиссия в ноябре 1940 года признала его негодным к строевой службе. В университете, обучаясь на истфаке, Юрий посещал занятия С. А. Семенова-Зусера и Н. М. Пакуля. Также он слушал лекции по психологии профессора Платонова и особенно заинтересовался шаманскими практиками. Также его привлёк египетский язык, Юрий купил новейший в то время учебник Гардинера и занимался иероглификой около полутора лет. Через пять дней после начала Великой Отечественной войны Кнорозов окончил второй курс исторического факультета с отличными оценками, в том числе по латинскому языку, основам марксизма-ленинизма и военному делу. Военнообязанным его вновь не признали.
10 июля 1941 года Юрий Кнорозов получил военный билет как нестроевой, но 26 августа получил повестку и был направлен для строительства оборонительных сооружений под Чернигов. Оказавшись в «котле», Кнорозов выжил и пробрался к родным. Его отец 10 октября был направлен на демонтаж и эвакуацию предприятий в Артёмовске, а дома оставались мать и сестра, недавно родившая ребёнка. Девушка, с которой Юрий до войны встречался и которой посвящал стихи, была убита немцами. Семья в Южном уцелела, но дом был занят оккупантами, а Кнорозовы переселились в сарай-пристройку. Поскольку младший Кнорозов подпадал под немецкую трудовую мобилизацию, он был вынужден скитаться по сёлам Харьковской и Полтавской областей в поисках заработка, чтобы поддержать мать и сестру; вновь пытался (неудачно) пересечь линию фронта. Далее каким-то образом он устроился работать в школе, о чём почти ничего не известно. Весной 1942 года, когда в оккупированном Харькове стало спокойнее, Юрий даже вернулся к занятиям египетским языком и счёл, что освоил его, когда нашёл у Гардинера в общей сложности 16 ошибок.
После Харьковской операции, 9 марта 1943 года семейство Кнорозовых бежало вслед за отступавшими советскими войсками на территорию Воронежской области. Об этом периоде их жизни известно очень немногое. После попытки призваться через райвоенкомат села Старая Криуша (Старокриушанский район) Ю. В. Кнорозов вновь был признан негодным к военной службе (из-за крайней степени дистрофии). В результате он получил предписание работать учителем школы в селе Фоменково того же района. В это же самое время Александра Сергеевна и Юрий всё-таки разыскали В. Д. Кнорозова, который был переведён в Москву и активно занимался поисками родных. В августе Юрия, который по-прежнему был крайне истощён (и переболел тифом), перевели учителем истории и географии в старшие классы школы № 1 Старой Криуши, а в сентябре жену и сына смог забрать в Москву Валентин Кнорозов.

### Московский университет (1943—1948)

#### Перевод в МГУ и служба в Советской армии
В середине сентября 1943 года мать и сын Кнорозовы приехали в Москву и остановились на квартире инженера-полковника Бориса Кнорозова (одного из старших братьев) в ведомственном доме на Смоленской набережной. Отец оформил Юрия разнорабочим на кирпичный завод, чтобы он мог на законных основаниях оставаться в столице. У Юрия осталась зачётная книжка («матрикул») Харьковского университета, и он добился приёма у декана исторического факультета МГУ С. Д. Сказкина. Тем не менее с переводом из вуза в вуз возникли проблемы, и пришлось прибегнуть к помощи отца — полковника В. Д. Кнорозова. После личной встречи с ректором А. С. Бутягиным было принято решение перевести Юрия в МГУ «с потерей года», то есть снова на второй курс. Из-за реэвакуации студентов и преподавателей из Свердловска, в 1943/44 учебном году занятия в МГУ начались 1 октября. На первых порах Кнорозов занимался египтологией у В. И. Авдиева и даже получил у сотоварищей прозвище «Синухет». Дружил он в основном с женской компанией, из которой выделялись Лидия Мильская (будущий медиевист) и Татьяна Степугина (будущий китаевед). Л. Мильская в своих воспоминаниях отмечала, что мышление Кнорозова уже тогда было «пронизано даже не сознанием, а глубоким ощущением историзма человека».
15 марта 1944 года Краснопресненский военкомат прислал Кнорозову повестку о воинском призыве. Г. Г. Ершова, со ссылкой на воспоминания А. Плунгяна, утверждала, что причиной стал донос, будто Кнорозов якобы скрывает, что пребывал на оккупированных территориях. Призыв в небоевую часть был устроен отцом, чтобы вывести себя и сына из-под удара. Несмотря на призыв, в апреле Юрий Кнорозов досрочно сдал экзамены и был переведён на третий курс, а далее поступил в Московскую школу ремонтных авточастей на Пресне, приняв присягу 20 апреля. Окончив школу осенью, он был (по данным собственной автобиографии) переведён в 158-й артиллерийский полк Резерва Верховного Главнокомандования, всю войну располагавшийся под Москвой. Служил телефонистом и 15 октября 1945 года был демобилизован с военно-учётной специальностью «специалист телефонных станций»; в деле сохранилась также справка из деканата истфака МГУ. 9 мая 1945 года Юрий был награждён медалью «За победу над Германией». Уже 16 октября Кнорозов восстановился на третьем курсе. На историческом факультете МГУ Юрий посещал лекции А. В. Арциховского, А. И. Неусыхина, Н. Н. Чебоксарова, В. И. Чичерова. Преподавательницей английского языка в его группе была Н. Н. Бромлей, мать Ю. В. Бромлея. Кнорозова прописали в общежитии университета на Стромынке, 32 (комната 608), где его соседом оказался Севьян Вайнштейн. Об этих временах тот оставил краткое свидетельство:

Со мной в комнате, между прочим, жил Юра Кнорозов. Он всё отдавал науке, всё. Получал стипендию и немедленно покупал книги, а потом у всех одалживал на еду. Питался водой и хлебом. Занимался расшифровкой письменности майя. Это ему удалось, и он стал всемирно известным учёным.

#### Дипломная работа
В 1946 году Кнорозов выбрал для специализации кафедру этнографии, возглавляемую тогда С. П. Толстовым, который стал его научным руководителем. Руководство этнографическими практиками осуществлял профессор С. А. Токарев, а декан Толстов вёл спецсеминар «Анимизм и шаманство у казахов». К моменту знакомства с Александром Плунгяном Юрий уже заинтересовался дешифровкой письма майя. В 1946 году он познакомился с Ростиславом Кинжаловым (занимавшимся тогда антиковедением) и сообщил, что «его мечта — заняться дешифровкой письма майя». По версии А. А. Аграновского, Токарев, который только что возглавил в Институте этнографии американистское направление, сам предложил Юрию статью немецкого исследователя Пауля Шельхаса под названием «Дешифровка письма майя — неразрешимая проблема?». В интервью, данном мексиканскому телевидению в 1996 году, Кнорозов лично вспоминал об этих событиях в следующих выражениях: статья Шельхаса подтолкнула его к главному делу жизни, поскольку «то, что создано одним человеческим умом, не может не быть разгадано другим».
На квартире Плунгяна между 1946—1948 годами собирался раз в неделю «джентльменский клуб»: со временем к Юрию и Александру присоединились Валентин Берестов (тогда первокурсник МГУ) и учившийся в 10-м классе школы Александр Пятигорский. По мнению Г. Ершовой, рассказы Пятигорского (в том числе о пьянстве в этой компании) были сильно приукрашены и едва ли соответствовали действительности; вдобавок, все воспоминания об этом периоде (включая самого Плунгяна) были записаны намного позже и явно переосмыслены в свете последующих достижений Кнорозова: «Эти байки напоминают некую легенду или своеобразное „житие“».
Летняя практика 1947 года проходила на базе Хорезмской экспедиции, организованной С. Толстовым ещё до войны. Кнорозов имел официальное командировочное удостоверение. Несмотря на наличие документальных свидетельств, точная реконструкция событий этой экспедиции затруднительна. Практикантам предстояло ознакомиться с раскопками Топрак-калы у Толстова, а далее организовывались три этнографических отряда. Благодаря помощи напарника Михаила Метелькова, Юрию Кнорозову удалось попасть на зикр, проходивший в мазаре Шамун-наби. Дипломная работа Ю. В. Кнорозова была выполнена на тему: «Мазар Шамун-наби (среднеазиатская версия легенды о Самсоне)» и защищена под руководством Толстова в 1948 году.
Защита прошла 8 апреля 1948 года, о чём в первую очередь Юрий известил родителей в Южном (отец после демобилизации и выхода на пенсию вернулся на Харьковщину). В 1949 году по этим материалам Кнорозов написал статью «Мазар Шамун-Наби (некоторые пережитки домусульманских верований у народов Хорезмского оазиса)», которая была опубликована в «Советской этнографии», № 2 за 1949 год по инициативе научного руководителя. Выпуск состоялся 22 июня 1948 года; судя по вкладышу к диплому, Кнорозов имел одну «тройку» — по истории Средних веков — и оценки «хорошо» по основам марксизма-ленинизма, политической экономии, диалектическому и историческому материализму, истории Греции и Рима, и даже введению в археологию.

#### Вопрос об аспирантуре и переезд в Ленинград
После защиты диплома Кнорозов решительно заявил С. П. Толстову, что предметом его главного интереса является Мексика, тем более что он уже приступил к переводу «Сообщения о делах в Юкатане» Диего де Ланды (в Библиотеке им. Ленина имелись микрофильм с первоизданием Брассёра де Бурбура, французское издание Жана Жене с испанским текстом и английский перевод Альфреда Тоззера с 1153 комментариями). Однако неожиданно оказалось, что пребывание Кнорозова на оккупированной территории в 1941—1943 годах не позволяет ему получить место в аспирантуре. Главную поддержку Кнорозову летом 1948 года оказал С. А. Токарев, который, по-видимому, рассчитывал на Юрия как будущего главного специалиста по американской этнографии в секторе, возглавляемом им в Институте этнографии АН СССР. Несмотря на все усилия и рекомендации Толстова и Токарева, поступление в аспирантуру в Москве (как в МГУ, так и ИЭ АН СССР) оказалось невозможным. По практике того времени Кнорозов мог отработать два-три года по распределению (скорее всего, в сельской школе) и далее претендовать на аспирантуру на общих основаниях. Юрий даже обратился в Институт истории, археологии и этнографии АН Казахской ССР, но получил вежливый отказ. В этих условиях и Толстов, и Токарев добились зачисления Кнорозова в восстанавливаемый после войны Музей этнографии народов СССР в Ленинграде. С 1 января 1949 года он был зачислен на ставку младшего научного сотрудника в отделе народов Средней Азии с зарплатой 790 рублей в месяц.

### Музей этнографии и Кунсткамера (1949—1955)

#### В Ленинграде
Известная легенда (повторяемая, в частности, Г. Ершовой) гласит, что Кнорозова поселили прямо в здании музея, в крохотном «пенале» шириной чуть более трёх метров. На самом деле Юрию Валентиновичу предоставили жилую комнату в служебном помещении неподалёку. Это не отменяло крайней аскетичности быта: и в 1949 году Кнорозов ходил в той же шинели и гимнастёрке, в которых демобилизовался. В Ленинграде у него были родные — тётка Александра Смолина, окончившая в своё время Бестужевские курсы; однако места в их комнате ещё и на Юрия не было. По одному из воспоминаний, в его комнате стены были украшены прорисовками иероглифов майя, сделанными самим Кнорозовым, и его же рисунком акулы, выполненным в серо-коричневой гамме. Рабочая комната была забита книгами едва ли не до потолка.
Соседом Кнорозова на рабочем месте стал только что защитивший кандидатскую диссертацию Лев Гумилёв, с которым они быстро сошлись, несмотря на десятилетнюю разницу в возрасте. В каком-то смысле Гумилёв заменил и продолжил «джентльменский клуб» Плунгяна, и они регулярно общались вплоть до ареста Льва Николаевича 6 ноября 1949 года. Продолжалась и переписка с Берестовым, в которой Кнорозов мог высказывать и систематизировать свежие идеи. Кнорозов был принят и в Фонтанном доме, где Гумилёв жил вместе с матерью — Анной Ахматовой. Анна Андреевна даже подарила молодому учёному зимнюю шапку.
Главной задачей Кнорозова в Ленинграде стала дешифровка письменности майя. Должностные обязанности в музее включали разбор коллекций и архива, проведение экскурсии для школьников на тему: «Сталинская конституция». Удалось также поучаствовать в очередном сезоне Хорезмской экспедиции. О главном занятии учёного свидетельствует переписка с С. Токаревым, причём в апреле Юрий Валентинович сообщал, что проделал значительную часть работы по составлению систематического каталога знаков письма майя, что требовало разработки теории иероглифики и истории графики письма вообще.

#### Вторая попытка зачисления в аспирантуру
Летом 1950 года С. А. Токарев по согласованию с С. П. Толстовым предпринял повторную попытку устроить Кнорозова в аспирантуру — на этот раз в Ленинградское отделение Института этнографии АН СССР (Кунсткамеру). Более того, по сведениям, приводимым Г. Ершовой, оба руководителя и покровителя Кнорозова сразу предполагали, что подготавливаемая им диссертация будет на соискание докторской степени, минуя кандидатскую. Видимо, чтобы подстраховаться, в 1950—1952 годах Юрий Валентинович учился в Вечернем университете марксизма-ленинизма при Ленинградском обкоме ВКП(б). В сохранившемся аттестате все оценки отличные, в том числе по истории партии, истмату и диамату и политэкономии. По направлению директора Музея этнографии Е. А. Мильштейна Кнорозов был допущен к сдаче вступительных экзаменов в аспирантуру АН СССР. В июле — сентябре были сданы (тоже на все отличные оценки) экзамены по основам марксизма-ленинизма, французскому языку и этнографии. Ведущим научным руководителем был назначен С. А. Токарев. 5 ноября 1950 года приказом по институту Кнорозову была вынесена благодарность с занесением в личное дело. Прошение о зачислении Юрия Валентиновича в аспирантуру было подано в Президиум АН СССР 12 декабря 1950 года. В письме, составленном С. Токаревым, впервые указывалось, что «уже сейчас» соискателем открыт «важнейший ключ» к чтению письменности майя:

Эта работа, когда она будет доведена до конца, составит славу советской науки и подтвердит наглядным образом её превосходство над зарубежной буржуазной наукой даже в такой области, как изучение древнеамериканской письменности, над которой десятилетиями работают лучшие американские специалисты.
Однако и в этом случае в зачислении было отказано по прежней формальной причине — нахождение на оккупированных территориях в 1941—1943 годах. Кнорозов не снизил интенсивности своей работы и 20 ноября 1951 года рапортовал С. А. Токареву (это письмо было целиком процитировано и в очерке А. Аграновского): «Ваше задание выполнено — письменность майя расшифрована. Эта письменность оказалась, как я и предполагал, иероглификой. <…> Таким образом, полагаю наш приоритет обеспеченным». До того Кнорозов провёл два месяца в экспедиции Музея этнографии в Туркменистане, по результатам которой была открыта отдельная экспозиция. 9 февраля 1952 года отдел аспирантуры АН СССР без всяких обоснований личное дело и пакет документов Кнорозова возвратил. Для самолюбивого и осознающего свою значимость учёного это был серьёзный удар, который, по мнению Г. Ершовой, привёл к тому, что Юрий Валентинович стал злоупотреблять алкоголем.
Несмотря на то, что Ю. Кнорозов в конце жизни говорил о противодействии, которое ему устраивал С. Токарев, в действительности его руководитель в полной мере понимал значение работы. Первая статья о дешифровке письменности майя вышла в «Советской этнографии» уже в 1952 году (№ 3) и на следующий год — на испанском языке в Мексике: сначала в виде бюллетеня советского посольства, затем — отдельной брошюрой. Иными словами, покровители Кнорозова предпринимали максимум усилий для закрепления его приоритета.

#### Женитьба. Переход в Кунсткамеру
В 1952 году Юрий Валентинович Кнорозов женился на своей ровеснице — филологе-русисте Валентине Михайловне Самковой (1922—2000). Она происходила из ленинградской семьи, пережила первый год блокады, была эвакуирована и окончила университет уже после войны. Работала она старшим преподавателем Второго Ленинградского пединститута. По причине бедности особой церемонии не устраивали. Молодые поселились в комнате супруги в коммунальной квартире на Невском проспекте, в доме 111. Брак оказался удачным и был принят родителями обеих сторон, хотя Г. Ершова и утверждала, что Кнорозов лишь кратко уведомил отца и мать. В августе 1955 года Валентина Михайловна защитила кандидатскую диссертацию «Из истории общественно-политической лексики русского литературного языка 40—60-х гг. XIX века (по материалам произведений А. И. Герцена)». В 1955—1962 годах Валентина Михайловна являлась первой заведующей кафедрой русского языка в ЛИСИ, в котором училось много студентов-иностранцев. Под руководством В. М. Самковой кафедра одной из первых в СССР приступила к разработке темы «Научный стиль речи».
С апреля 1953 года Ю. Кнорозов занимал должность и. о. заведующего отделом Средней Азии Музея этнографии народов СССР. Публикации о дешифровке письменности майя позволили оформить перевод Кнорозова во вновь открытый Сектор Америки, Австралии и Океании в Кунсткамере, куда он перешёл — согласно приказу, с 1 сентября, а фактически с 20 августа, — на ставку младшего научного сотрудника. Ставка эта была предоставлена Президиумом Академии и составляла 1200 рублей в месяц. К тому времени выполненный Юрием Валентиновичем перевод «Сообщения о делах в Юкатане» был принят к печати Издательством Академии наук. Для этого издания он подготовил предисловие, в котором рассмотрел все затронутые автором XVI века сюжеты с позиции науки XX века. В письме родителям от 13 апреля 1954 года он упоминал, что за основу диссертации собирался взять предисловие к изданию Ланды, что позволило бы не тратить деньги на перепечатку текста. В период политизации науки и идеологической борьбы с Западом Кунсткамеру посещали представители дружественных СССР режимов и зарубежных коммунистических партий. Например, в 1954 году музей осмотрели Сальвадор Альенде и Пабло Неруда.

#### Защита диссертации
Поскольку для С. Толстова и С. Токарева было ясно, что устроить Кнорозова в аспирантуру (хотя бы заочно) не удастся, было решено провести его как соискателя. Сдача кандидатского минимума началась с экзамена по специальности — 14 сентября 1954 года, причём в экзаменационную комиссию входил Д. А. Ольдерогге. Экзамен по французскому языку проходил 10 января 1955 года, и 18 февраля того же года — по этнографии.
Защита Кнорозова должна была проходить в Москве, поскольку председателем диссертационного совета Института этнографии (Знаменка, дом 10) являлся С. П. Толстов. Накануне защиты, назначенной на 29 марта 1955 года, председатель предупредил журналистов, и публичная церемония представлялась как событие большого общественного значения. Кнорозов спустя 30 лет рассказывал (например, географу Я. В. Кузьмину во время курильских экспедиций), что «шёл на защиту, не зная, чем она закончится, вполне возможно, что арестом». Дело в том, что у классиков марксизма указано, что иероглифическая письменность, как у майя, соответствует стадии развитого классового государства, однако в одной из работ Энгельса указано, что майя «достигли стадии варварства». Таким образом, автора можно было бы заподозрить в ревизии марксизма. Примерно так же восприняли диссертацию родные (Юрий остановился у брата Бориса на Смоленской набережной, туда же приехал старший брат Сергей).
Диссертация была представлена на тему: «„Сообщение о делах в Юкатане“ Диего де Ланда как историко-этнографический источник». Официальными оппонентами были Д. А. Ольдерогге и В. Н. Кутейщикова. С объёмным докладом выступил С. А. Токарев, после чего ведущий заседание С. П. Толстов объявил, что «кандидатской степени мало» для работы Кнорозова. Его поддержал Д. А. Ольдерогге, который заявил, что «однажды присутствовал на учёном совете, где решено было сразу присудить докторскую степень». При этом Токарева можно было считать третьим оппонентом, что было необходимо для процедуры докторской защиты. Член диссертационного совета египтолог М. А. Коростовцев также заявил, что «не остаётся сомнений, что Ю. В. Кнорозов достоин докторской степени». В то же время М. С. Плисецкий (директор Музея антропологии МГУ) и П. И. Кушнер предложили оформить степень по совокупности трудов, поскольку собственно дешифровка письменности не полностью представлена в диссертации и автореферате. Процедура была заранее подготовлена С. П. Толстовым (в частности, он навёл справки в ВАК), и оказалось, что возможно провести двойное голосование. В результате при голосовании за присуждение степени кандидата исторических наук из 13 человек 12 проголосовало «за», и один бюллетень был недействительным. При подсчёте голосов о присуждении степени доктора исторических наук «против» проголосовало двое (в том числе С. А. Токарев). Было принято решение приложить к диссертации Кнорозова и его статью и брошюру о дешифровке и структуре письменности майя.
Дешифровка и защита Кнорозова вызвала интерес прессы. В журнале «Смена» (1955, июнь) вышло интервью с С. Токаревым, в котором особое внимание было сделано на идеологическом аспекте кнорозовской работы, превосходстве марксистско-ленинского метода. Ещё в мае последовала публикация в «Литературной газете», основанная преимущественно на комментариях Токарева и не оставшаяся незамеченной за рубежом. 24 сентября 1955 года ВАК официально утвердил Юрию Валентиновичу степень доктора исторических наук. Несмотря на то, что Кнорозова не удалось командировать в Рим на X Международный конгресс историков, его доклад был напечатан как на русском, так и на английском языках.

### Кнорозов в 1950—1970-х годах

#### 1956 год. Конгресс в Копенгагене
Под Новый, 1956 год популярная статья Кнорозова «Загадка майя» увидела свет в журнале «Советский Союз», ориентированном на западную аудиторию, что, по мнению Г. Ершовой, «было окончательным и бесповоротным признанием общественности». 18 мая 1956 года Президиум АН СССР утвердил Ю. В. Кнорозова в звании старшего научного сотрудника. Тогда же Кунсткамеру посетил свергнутый президент Гватемалы Хакобо Арбенс Гусман и даже упомянул знакомство с Кнорозовым в книге отзывов. Однако сообщение С. А. Корсуна о том, что Кнорозов встречался с латиноамериканскими студентами из народов майя Г. Ершова называет «мифом», поскольку в Латинской Америке 1950-х годов индейцы практически не имели возможности выезжать за рубеж с образовательными целями. Кроме того, в декабре 1955 года к Кнорозову обратился Франс Блом, и между двумя исследователями в 1955—1957 годах велась переписка.
В августе 1956 года благодаря усилиям С. П. Толстова Кнорозов был включён в состав советской делегации на XXXII Международном конгрессе американистов в Копенгагене. В работе конгресса участвовали 328 учёных из 34 стран, а председателем был избран известный антрополог Кай Биркет-Смит. Кнорозов отправился в Европу вместе с А. П. Окладниковым и И. А. Золотаревской, бывшей учёным секретарём на защите Юрия Валентиновича. По мнению Г. Ершовой, «участие Кнорозова на этом конгрессе было чрезвычайно важно и стратегически необходимо»: присутствовали значительные специалисты по американистике и майянистике, такие как Поль Риве, Дэвид Келли, Альфонсо Касо и Томас Бартель, которого сам Юрий Валентинович считал своим главным оппонентом. Гостем на конгрессе был и Тур Хейердал, с которым Кнорозов всю жизнь категорически отказывался встречаться, считая его (по рассказу племянника) «хорошим путешественником, но шарлатаном в науке». Ожидания оправдались: Бартель выступил с докладом «Противоречивое положение в исследовании письменности майя», в котором, не оспаривая правильности метода, обвинил Кнорозова в нарушении авторских прав. Эта позиция восходила к взглядам Э. Томпсона, который ещё в 1953 году опубликовал в Мексике статью, в которой Кнорозов обвинялся в том, что придерживается марксистских взглядов и навязывает их западным индеанистам. Именно он впервые обвинил Кнорозова в «нарушении научной этики» (речь шла об использовании чтений К. Томаса и Б. Уорфа). Поскольку для представителей школы Томпсона знаки представлялись носителями высшего смысла, то результаты интерпретации рассматривались как «собственность» исследователя. Бартель в своём докладе также заявил, что задачей дешифровщика является генерирование максимального количества собственных интерпретаций.
Значение работ Кнорозова участники конгресса оценили, и его доклад на английском языке был опубликован не только в сборнике работ конгресса, но и «Журнале Общества американистов». Следующий конгресс должен был состояться в 1958 году в Сан-Хосе, но по ряду политических причин советская делегация не смогла его посетить. Тем не менее доклад Кнорозова был опубликован в сборнике работ конгресса на испанском языке. 1 ноября 1956 года Кнорозов был удостоен премии Президиума АН СССР в размере 5000 рублей за монографию «Система письма древних майя». После защиты диссертации, с 6 апреля 1955 года он получал зарплату 2000 рублей, и с 18 мая 1956 года был утверждён в должности старшего научного сотрудника с существенным повышением оклада. Несмотря на то, что научный отчёт Кнорозова не сохранился, можно подсчитать, что за этот год учёный выпустил 21 публикацию.

#### Сектор Америки МАЭ
Отдел Америки существовал в Кунсткамере ещё до войны, и, несмотря на все организационные перемены, основной состав его сотрудников поддерживался и функционировал. Ещё в 1957 году Кнорозов добился перевода в Кунсткамеру Ростислава Кинжалова, который служил тогда в Эрмитаже. После воссоздания в 1963 году сектора Америки МАЭ как самостоятельного структурного подразделения, главой сектора был назначен именно Кинжалов. Ранее, в 1962 году, МАЭ посетили мексиканские политические деятели — Сапата Вела и генерал Эриберто Хара, с ними встречался Кнорозов и лично разъяснял свой метод дешифровки письменности майя. В январе 1964 года Юрий Валентинович принял фактическое научное руководство над Валерием Гуляевым (формальным его руководителем был Г. Ф. Дебец). В 1966 году Л. П. Потапов выдвинул кандидатуру Кнорозова на выборы в члены-корреспонденты АН СССР, однако безрезультатно. 30 мая 1967 года Юрий Валентинович был награждён медалью «За трудовое отличие». 31 марта 1969 года Ю. В. Кнорозов прошёл аттестацию и был переизбран на очередной срок старшим научным сотрудником.
В секторе Америки Ю. В. Кнорозов держался обособленно, поскольку с 1960 года возглавлял междисциплинарную исследовательскую группу дешифровки древних письменностей. Начав с хараппского письма, которому посвятил много лет, Юрий Валентинович интересовался также проблемой письменности Древнего Перу. В соавторстве с И. К. Фёдоровой Кнорозов опубликовал обзорную статью об этой проблеме. Кнорозов поддержал гипотезу Виктории де ла Хара об использовании зёрен несъедобной фасоли с естественными узорами и символическими знаками в качестве мнемотехнического средства до или параллельно с кипу. Виктория де ла Хара опубликовала каталог 294 символических знаков (токапу), встречающихся на фасоли и на деревянных сосудах (керо). На инкских сосудах встречались большие группы символов в несколько рядов, сопровождающие некие сюжеты. Делалась также попытка отождествить эти знаки с символами богов, небесных светил и т. д. Также Ю. В. Кнорозов выдвинул предположение, что письмо килька, сохранившееся у кечуа и аймара и используемое для записи католических молитв в области Анд, — не что иное, как деградировавшая древняя письменность Перу, запрещённая инками ещё до испанского завоевания.
В 1958—1973 годах Кнорозов активно общался и переписывался с В. А. Кузьмищевым, возглавлявшим одно время сектор культуры в Институте Латинской Америки АН СССР. Кузьмищев сыграл большую роль в пропаганде достижений Юрия Валентиновича, писал о нём в популярных журналах. По мнению Г. Ершовой, именно Кнорозов «уговорил» Кузьмищева заняться переводом и подготовкой к печати «Истории государства инков» Гарсиласо де ла Вега. Книга эта вышла в «Литературных памятниках» под редакцией самого Кнорозова. Предыстория этого проекта включала также конфликт между В. Кузьмищевым и Ю. Зубрицким, поскольку они в 1965 году одновременно подали заявку на издание и перевод.
В силу негласных запретов в АН СССР Кнорозов не мог посещать зарубежные научные мероприятия. Так, безрезультатной оказалась попытка направить Кнорозова на I международный семинар по изучению письма майя в Мериде в декабре 1966 года. При этом существует версия, что организатор семинара Альберто Рус Луилье делал его специально «под Кнорозова»; косвенно об этом свидетельствует и их переписка. В 1967 году была предпринята ещё одна попытка направить Юрия Валентиновича в длительную командировку в Латинскую Америку в составе делегации Общества дружбы, оказавшаяся последней на долгие годы.

#### Семья
В 1959 году супруги Кнорозовы получили отдельную двухкомнатную квартиру на Малой Охте (Гранитная улица). С мая по октябрь снимали дачу в Озерках. Несмотря на то, что Юрий Валентинович по советским меркам хорошо зарабатывал (и смог купить родителям новомодный телевизор ещё в сентябре 1955 года), из-за дефицита книжные полки и некоторые другие детали обстановки ему пришлось сделать самому. 23 января 1960 года Валентина Михайловна родила единственную дочь — Екатерину. В 1962 году скончалась мать учёного — Александра Сергеевна Кнорозова, а в 1969-м и отец. В 1967 году у майяниста обнаружили туберкулёз, о чём он сам сообщил 24 апреля В. А. Кузьмищеву, поскольку из-за командировки в Москву должен был остановиться у него дома. Вероятно, с болезнью удалось быстро справиться, однако это породило у Юрия Валентиновича мнительность относительно ленинградского климата.
После кончины родителей из-за сложных отношений с братьями Кнорозов всецело сосредоточился на своей жене и дочери. Из-за последствий ленинградской блокады сильно ухудшилось состояние здоровья Валентины Михайловны, и к середине 1960-х годов ей пришлось оставить не только науку, но и работу; она занималась домом. По свидетельствам дочери и внучки — Е. Ю. Кнорозовой и А. А. Масловой — Юрий Валентинович уделял много внимания дочери. Кнорозов, сам получив суровое воспитание, стремился в своей семье избегать любых строгостей и принуждения, при том что никогда не отличался лёгким характером. Например, родные и ученики отмечали его щедрость: он никогда не скупился на подарки и мог отдать любую свою вещь по принципу: «Зачем дарить то, что мне самому не нравится?».

### Деятельность Ю. В. Кнорозова в 1970—1980-х годах
Летом 1970 года Кнорозова посетила в Музее этнографии его американская коллега Татьяна Проскурякова. Отправляясь на конференцию в Вену, она решила, воспользовавшись этой оказией, проехать в Ленинград; пребывание её в СССР продолжалось всего три дня. Кнорозова на рабочем месте она не застала, но вечером он появился в её гостинице вместе с Р. Кинжаловым. Во второй день Кнорозов и Кинжалов свозили её на экскурсию в Петергоф, утром следующего дня Юрий Валентинович смог пообщаться с Татьяной Авенировной на тему дешифровки. Однако в архиве Кнорозова не удалось найти никаких записей об их общении; свидетельства же самой Проскуряковой крайне лапидарны. Впрочем, по уверению Г. Ершовой, Кнорозов однажды сообщил, что визит Проскуряковой оказался крайне важен для него в момент, когда учёный был невыездным.
В 1976 году Ю. В. Кнорозов был представлен на соискание Государственной премии СССР. Возможно, решение об этом принял Ю. В. Бромлей, директор Института этнографии. 1 октября состоялось обсуждение кандидатуры учёного в секторе Америки Кунсткамеры, для которого была составлена 13-страничная аннотация «Работы по изучению иероглифического письма майя». Обсуждение в Москве состоялось 19 октября; на обоих заседаниях единогласно Кнорозов был представлен на соискание премии за 1977 год. В официальной «Справке о творческом вкладе соискателя» Кнорозов был назван в одном ряду с Шампольоном, Гротефендом и Грозным. Премия включала диплом лауреата, почётный знак (из золота 583 пробы на серебряной колодке) и 5000 рублей. В ноябре 1976 года Кнорозов был выдвинут кандидатом на звание члена-корреспондента АН СССР по специальности «Всеобщая история», однако проиграл выборы И. Р. Григулевичу. Вторичную попытку предпринял Институт этнографии в 1981 году по специальности «Всеобщая история, включая этнографию». Наконец, в 1987 году Московский институт этнографии выдвинул Кнорозова в действительные академики, минуя члена-корреспондента, по отделению языка и литературы; но и в этот раз ничего не вышло.
Приказом от 2 февраля 1980 года в Ленинградской части Института этнографии АН СССР была создана группа по этнической семиотике, руководителем которой был назначен Ю. В. Кнорозов, а лаборантом — М. Ф. Альбедиль, бывшая в то время его аспирантом. Термин был предложен Вячеславом Ивановым и должен был обозначать особую исследовательскую сферу, к которой тяготел Кнорозов и его единомышленники: знаковые системы, которые социум вырабатывает для передачи и сохранения информации, а также её интерпретации. Ещё ранее, с 1979 года, соискателем у Кнорозова стала Г. Г. Ершова, которая, как и М. Альбедиль, защитила под его руководством диссертацию на тему этноисторических источников. Ещё одна аспирантка Е. С. Соболева занималась Океанией, а в 1981 году в группу влилась ещё одна аспирантка — Г. С. Авакьянц, которая собиралась заниматься киданьским письмом. В 1985 году было издано указание Президиума АН СССР об ускоренной переаттестации, из-за которой Кнорозов выразил желание поменять место работы; он собирался перейти в Институт археологии или Институт языкознания, о чём даже велись переговоры с их руководством. Однако в 1986 году Ю. Кнорозов был утверждён главным научным сотрудником в МАЭ. Группа успешно выпустила в свет сборники научных работ «Древние системы письма» и три тома «Вопросов этнической семиотики». В тот период Кнорозов активно общался с главным редактором журнала «Латинская Америка» С. А. Микояном, который публиковал статьи его учеников и коллег, а также добился издания в «Мысли» первого на русском языке сводного обзора всех американских культур — «Истории доколумбовых цивилизаций» кубино-гватемальского писателя Мануэля Галича.
Дочь, Екатерина Кнорозова, получила образование на Восточном факультете, став филологом-вьетнамоведом и в 1987 году — сотрудником Ленинградского отделения Института востоковедения (ныне — ИВР РАН). В 1984 году родилась внучка Кнорозова — Анна (домашнее прозвище «Рысь»).
В самом начале 1990-х годов Кнорозов добился у институтского начальства улучшения жилищных условий. Г. Ершова утверждала, что ради этого он пошёл на фиктивный развод (что никак не отразилось на внутрисемейных отношениях). В 1992 году Юрий Валентинович и Валентина Михайловна переехали на улицу Бутлерова в дом 13, рядом со станцией метро «Академическая».

### Поездки в Гватемалу, Мексику и США (1990—1997)

#### Два месяца в Гватемале
Летом 1990 года в преддверии размораживания отношений СССР и Гватемалы в Москву прибыла супруга президента Винисио Сересо Аревало — донья Ракель Бландон де Сересо. Донью Ракель заинтересовал Кнорозов (Г. Г. Ершова указывает на активное лоббирование этого со стороны своего супруга Гильермо Антонио Овандо Уркису, сына главы Конгресса Гватемалы до переворота 1954 года). Официальное приглашение Кнорозову лично от президента пришло по адресу МИДа, и началась подготовка его первой с 1956 года, когда пребывание в Копенгагене продлилось всего три дня, зарубежной поездки. Вылет из Москвы (через Шэннон и Мехико) состоялся 19 декабря 1990 года. Зима в Москве была суровой, и Кнорозов вылетел в зимнем пальто и шапке (это была та самая шапка, которую ему подарила в 1949 году Анна Ахматова); ранее он решительно протестовал из-за того, что Эдвард Радзинский написал сценарий об учёном-майянисте, который прилетел из Ленинграда в Мехико в шубе. Поскольку рейс до Гватемалы был через сутки, Кнорозова разместили у известного лингвиста Отто Шумана Гальвеса.
В Гватемале над Кнорозовым взяли опеку офицеры Генерального штаба — обстановка в стране оставалась напряжённой. Произошло знакомство с директором Института истории и антропологии Эдной Нуньес де Родас, которая ещё в 1986 году пыталась пригласить майяниста. Рождество встретили в Антигуа-Гватемала, там же произошло личное знакомство с президентом. Руководство страны устроило Кнорозову обзорную экскурсию по маршруту: Тикаль, Вашактун, Тайясаль, пещеры Санта-Элена. Официальная программа завершилась лишь к концу января (вручением Юрию Валентиновичу Большой Золотой медали президента Гватемалы), после чего учёный получил множество профессиональных предложений: прочитать лекции в частном «Музее „Пополь-Вух“», Университете Сан-Карлос и в Обществе «Тикаль», в котором назначили международный конгресс майянистов для встречи с Кнорозовым. В числе приглашённых были отец и сын Стюарты, Николай Грубе, Отто Шуман и многие другие. Пребывание в Гватемале было омрачено несколькими инцидентами с угрозами по телефону, а также открытой слежкой неизвестных за членами советской делегации. Из-за этого были сорваны все выступления, а ускорить отъезд было нельзя, поскольку посольство Мексики не выдавало транзитной визы. Далее правительство перевезло Кнорозова в Ликин на тихоокеанском побережье, где он две недели отдыхал на вилле. Несмотря ни на что, за два дня до отъезда удалось прочитать публичную лекцию про Диего де Ланду.

#### Первое путешествие в Мексику
15 июня 1992 года в МАЭ пришло официальное приглашение от Национального института антропологии в Мехико (одна из его руководителей — Мария-Тереса Франка, встречалась с Кнорозовым ещё в 1960-х годах) и губернатора штата Табаско, который брал на себя все расходы по перелёту, проживанию, питанию и медицинскому обслуживанию. Вылет в Мехико состоялся 19 сентября того же года, поездка продлилась чуть более трёх недель. Принимающая сторона интересовалась у Кнорозова о его пожеланиях, и он попросил доставить его в Паленке, поскольку занимался тогда заупокойными благопожеланиями из «Храма надписей», сравнивая их с «формулой возрождения» на керамике. Однако мексиканские учёные разработали более серьёзную программу: Какаштла, Шочикалько, Ла-Вента, Монте-Альбан, Паленке, Бонампак, Йашчилан и Мерида. В Паленке Кнорозов спустился в крипту Пакаля, чтобы лично рассмотреть тексты на крышке саркофага, ибо считал представления о стране предков архаичными для классического периода. В археологическом центре Кнорозов встретился с Давидом Стюартом и дискутировал с ним об имени Пакаля — Кнорозов утверждал, что это воинский титул. Ещё ранее, в 1988 году, в статье из англоязычного сборника «Забытые системы письма», Кнорозов опубликовал переводы надписей, из которых следовало, что в окружении правителя была некая «Дева из рода Гуакамайи», статус которой был тогда неопределённым, но связан с религиозными культами, в частности, лунными. В 1994 году археологи нашли погребение этой дамы, так называемой «Красной царицы». Новые аргументы Кнорозовым были представлены на III Международном конгрессе майянистов в 1995 году: он предположил, что принцесса из рода Гуакамайи могла быть привезена из Йашчилана.
Кнорозова также интересовал Юкатан, что было связано с его постоянным обращением к личности и наследию Диего де Ланды. В 1990-х годах Кнорозов даже обратился к разоблачению «чёрной легенды» относительно епископа, которой он противопоставлял «розовую легенду» о Лас Касасе. Статья об этом была опубликована в 1994 году в ежегоднике Музея Америки в Мадриде. Из Мериды Кнорозов мог выезжать во все интересующие его места: посетил Ушмаль и Цибильчальтун, а также колониальный Исамаль с монастырём Сан-Антонио, в ризнице которого хранился портрет Диего де Ланды, тогда ещё не реставрированный.

#### Награждение. Вторая поездка в Мексику
В 1994 году Мария-Тереса Франка инициировала процесс награждения Кнорозова орденом Ацтекского орла, который вручается мексиканским правительством иностранным гражданам за исключительные заслуги перед Мексикой. Формально предложение об этом было представлено посольством Мексики в Москве от атташе по культуре Сарины Мартинес и посла Карлоса Тельо Масиаса. Декрет о присуждении четвёртой степени ордена (командор) подписал президент Карлос Салинас де Гортари 17 октября 1994 года, а вручение должно было состояться в последний день его пребывания в должности (30 ноября). Награждение состоялось в Большом Лёвшинском переулке, срочное приглашение в Мексику на этот раз оказалось затруднительным. На церемонии присутствовали коллеги: В. И. Кузищин, В. Н. Кутейщикова с супругом Львом Осповатом, В. И. Гуляев, а также племянники Кнорозова. Согласно известной легенде, Кнорозов произнёс на церемонии по-испански: «Сердцем я всегда остаюсь мексиканцем» (исп. Mi corazón siempre ha sido mexicano), — хотя, по воспоминаниям присутствовавших, он кратко сказал по-русски: «Нет слов». Посольство также оплатило установку металлической двери в квартиру Кнорозова.
Летом того же года к Кнорозову обратился Мигель Леон-Портилья с предложением от Национального автономного университета Мексики посетить места недавних археологических находок, в том числе в Паленке и Кампече. Официальное письмо последовало 3 февраля 1995 года, поездка оформлялась под курс лекций Кнорозова о дешифровке письма майя и его методологии. Тогда же появилась легенда, что у знаменитого учёного украли паспорт, когда он ехал из Петербурга в Москву. На самом деле, заграничный паспорт для Кнорозова был оформлен ещё 23 июля 1993 года Академией наук, но, вероятно, он не догадался его забрать, и потребовался запрос посольства Мексики, чтобы разрешить недоразумение.
Вылет осуществлялся через Париж; поездка продлилась с 24 июня по 18 июля 1995 года; главной целью было выступление Кнорозова на III Международном конгрессе майянистов в Четумале. Во время пресс-конференции в Автономном университете Мексики произошло знакомство со сценаристом и режиссёром Тиахогой Руге, которая заинтересовалась личностью Кнорозова после прочтения книги Майкла Ко. Съёмки фильма начались 4 июля 1995 года — на следующее утро после знакомства. Во время пребывания в Мехико Кнорозов смог посетить раскопки в Куикуилько и дважды съездить на руины Теотиуакана, гидом служил археолог Марио Перес Кампа. Кнорозов не стал забираться на пирамиды, но очень интересовался «кухней» исследователей: почти три часа провёл в помещении для сортировки находок и посетил подземелья под Пирамидой Солнца. 10 июля Кнорозова чествовали на пленарном круглом столе в Четумале в присутствии Линды Шеле, Николая Грубе, и других видных майянистов. Его выступление привело к тому, что ректор Университета Кинтана-Роо Эфраим Вильянуэва Аркос предложил издать результаты работ Кнорозова, включая переводы кодексов и каталог иероглифов, на испанском языке. Несмотря на то, что Кнорозов раскритиковал интерпретации Линды Шеле, она заявила:

…Своим открытием он уже обеспечил себе бессмертие в научных кругах. Он был первым, и в 50-х годах никто, кроме Дэвида Келли и Майкла Ко, не признал результатов его работы. Кнорозов более семидесяти лет жил за железным занавесом без возможности взаимодействовать с другими исследователями, и это во многом повлияло на его манеру ведения международного диалога: мы говорим на разных языках в прямом и переносном смысле. И несмотря на то, что мы расходимся во мнениях по поводу деталей, на этом конгрессе я бы просто хотела тронуть его за руку, потому что он заслуживает нашего уважения и почтения.
Выступления Кнорозова и Г. Г. Ершовой (которая с 1990 года неизменно служила для него переводчиком) привели также к контракту с Автономным университетом Юкатана, а также предложению от предпринимателя Маркоса Констандсе из Канкуна (его жена была из Харькова) организовать научно-просветительский и коммерческий проект в Шкарете; он же брался профинансировать проект по испанскому изданию трудов Кнорозова — «Компендиум Шкарет», и предложил ещё раз привезти Юрия Валентиновича на Юкатан для завершения работы. Денежные переводы из Мексики также помогали выживать семье Кнорозова в самое тяжёлое для российской науки время.

#### Третье путешествие в Мексику и визит в США
Последняя поездка Ю. В. Кнорозова в Мексику для завершения издания его работ на испанском языке началась в марте 1997 года; на этот раз в Канкун он летел через Гавану. Кнорозова вновь принимали на высшем уровне, например, его посетил президент Гватемалы Альваро Арсу, находившийся в Канкуне на отдыхе. В апреле в Шкарет прибыла съёмочная группа Т. Руге, но съёмки, которые велись также в Кобе и Тулуме, заметно утомляли и раздражали Кнорозова (он не понимал, зачем нужны дубли и проходы в документальном кинематографе). Поэтому Т. Руге стремилась «ловить момент»; большинство документальных фильмов, посвящённых Кнорозову, использовали именно её съёмки.
19 апреля макет «Компендиума Шкарет» был презентован президенту Мексики Эрнесто Седильо, а 20 апреля группа Кнорозова в качестве гостей главы государства даже побывала на концерте Лучано Паваротти в Чичен-Ице. Тогда же у Тиахоги Руге возникла идея отвезти Кнорозова в «Четыре угла» — территорию колониальной Новой Мексики, отторгнутую в XIX веке США. Она же профинансировала эту поездку через фонд «Пульсар» и даже добилась срочного оформления американских виз. Программа посещения включала каньон Чако с памятниками культуры анасази, кивы Ацтеки и Меса-Верде, селение зуни Акома. Официальной целью поездки была проверка гипотезы Кнорозова о том, что «Семь пещер» мезоамериканской мифологии имели реальную локализацию в районе Меса-Верде; продолжалась она с 17 по 22 мая 1997 года, а главным гидом служил археолог Томас Ли. Маршрут проходил от Санта-Фе практически по пути конкистадоров Нарваэса, Сото и Коронадо.

### Последние годы жизни
14 сентября 1993 года датировано завещание Юрия Валентиновича, по которому всё имущество, «где бы таковое ни находилось и в чём бы оно ни заключалось», переходило внучке Анне. Уже с середины 1990-х годов состояние здоровья Ю. В. Кнорозова стало быстро ухудшаться: особенно тяжело ему было передвигаться из-за врождённого плоскостопия третьей степени (что и делало его невоеннообязанным). После декабрьского размыва туннелей между станциями «Лесная» и «Площадь Мужества» в 1995 году Кнорозов уже не мог появляться в центре города. С 15 мая 1997 года приказом дирекции МАЭ он был снят с должности главы группы этнической семиотики и переведён в отдел этнографии Америки. По свидетельству С. Корсуна, учёный, однако, получал полную (и даже повышенную) зарплату. В 1998 году он не ответил на письмо с приглашением на очередной всемирный конгресс майянистов в Антигуа-Гватемала; однако встречался с Маркосом Констандсе и его женой, посетившими Петербург во время круиза. 7 февраля 1998 года у Кнорозова побывал финский исследователь Харри Кеттунен, который записал почти часовое интервью петербургского учёного. По аналогии с одной из глав книги Майкла Ко и заглавием рукописи Диего де Ланды, публикация была названа «Relación de las cosas de San Petersburgo» («Сообщение о делах в Санкт-Петербурге»). Юрий Валентинович сообщил, что Эрик Томпсон не был его личным противником, поскольку жил в реалиях холодной войны и «боролся с Марксом». Кнорозов также критиковал американских эпиграфистов, которые цепляются за интерпретации отдельных знаков вместо системного понимания логики текста и увеличения количества читаемых иероглифов.
К началу 1999 года Юрию Валентиновичу всё труднее становилось ходить, речь становилась невнятной. По свидетельству Г. Ершовой, в марте он перестал узнавать племянницу и испытывал беспричинные страхи. 23 марта 1999 года Юрия Кнорозова постиг ишемический инсульт, и он был госпитализирован в Елизаветинскую больницу. Несмотря на негативные заявления Г. Ершовой, близкие были с ним до конца; однако жена из-за крайне тяжёлого состояния здоровья была не в состоянии навещать Кнорозова. Скончался он 30 марта в шесть часов утра. Дирекция института оказала помощь в организации похорон, но не удалось договориться об официальном прощании в зале Кунсткамеры. Леонардо Феррейра сообщал, что единственной организацией, оказавшей материальную помощь при похоронах, было посольство Мексики в РФ. Также в ряде источников сообщается, что незадолго до кончины Музей Пибоди присудил Ю. В. Кнорозову награду имени Татьяны Проскуряковой, предполагавшую прочтение публичной лекции.
Юрий Кнорозов был похоронен на Ковалёвском кладбище под Санкт-Петербургом. Валентина Михайловна Самкова-Кнорозова пережила его менее чем на год и скончалась 4 февраля 2000 года. 27 сентября 2004 года был установлен надгробный памятник, выполненный скульптором Н. Ф. Выборновым в майяском стиле. На аверсе стелы был изображён сам Ю. В. Кнорозов с кошкой Асей и помещена надпись иероглифами майя с датами его жизни по календарю майя (дата рождения по «длинному счёту» — 12.15.8.10.13 13 бен 6 сак). На реверсе поместили рельеф с копией изображения из Паленке. Стела была установлена на платформе, а перед ней — жертвенник и камень с именем и датами жизни Валентины Михайловны.

## Научное наследие

### Дешифровка письменности майя

#### Информационная база дешифровки
Состав и происхождение источников и пособий, при помощи которых Кнорозов дешифровал иероглифику майя, оказался сильно мифологизированным. Г. Г. Ершова в своей биографии выделяла четыре основных версии формирования книжного собрания. Майкл Ко популяризировал на Западе легенду, что Кнорозов якобы спас книги из горящей библиотеки в занятом советскими войсками Берлине. Вторую версию излагал в 1990-х годах сам Кнорозов, комментируя предыдущую: «книги брали из подготовленных к эвакуации ящиков и привезли знакомые офицеры». Третью версию изложил после первого успеха Кнорозова журналист А. Аграновский в 1957 году, вероятно, со слов самого Юрия Валентиновича: книги предоставила Агния Родионова, сотрудница неназванной ленинградской библиотеки (в Кунсткамере сотрудницы с таким именем не было). Ближе всего знавший Кнорозова в те годы Александр Маркович Плунгян выдвинул и самую исчерпывающую версию, которая объясняет все несообразности. По его утверждению, ещё московским студентом Юрий Валентинович входил в референтную группу в секторе С. Токарева и принимал участие в обработке реквизированных книг из немецких библиотек. Впрочем, Кнорозов был скуп на любые объяснения, а его редкие реплики только затемняли вопрос. Судя по штампам на изданиях Брассёр де Бурбура и братьев Вильякорта (факсимиле трёх кодексов майя), они входили в фонд библиотеки берлинского Этнографического музея. Г. Ершова предположила, что поскольку инвентаризацию провели не сразу, научное руководство (скорее всего, это был С. П. Толстов) позволило Юрию взять необходимые издания. Судя по пометам на книгах, у Кнорозова они появились уже после сделанного им открытия. К началу работы в распоряжении Кнорозова имелись все существовавшие на тот момент словари и грамматики языка майя как в печатном виде, так и в виде фотокопий; некоторые особо необходимые ему статьи и монографии из фондов библиотек Юрий Валентинович переписывал от руки. Крайне нужный для перевода де Ланды французско-испанский словарь К. Бустаманте 1901 года издания подарил Кнорозову Д. Ольдерогге.
Приступая к дешифровке письменности майя, Кнорозов, вероятно, ещё не был в достаточной степени информирован о ситуации в этой области, сложившейся в США (особенно о противостоянии Томпсона и Уорфа). Теоретическую базу своей деятельности Юрий Валентинович нашёл в работах Майкла Вентриса о древнекритской письменности, основанных на статистическом анализе и комбинаторном методе. Западная академическая наука в 1940-х годах отвергла его работы, однако в СССР их всецело поддерживал и пропагандировал С. Я. Лурье.

#### «Алфавит де Ланды» — ключ к дешифровке
Попытки дешифровки письменности майя предпринимались, начиная с первой трети XIX века. Первопроходцами оказались Константин Рафинеск и аббат Брассёр де Бурбур — именно он обнаружил рукопись «Сообщения о делах в Юкатане» Диего де Ланды и опубликовал её в 1864 году. Ближе к концу века немецкий исследователь Э. Фёрстенман на материале Дрезденского кодекса расшифровал календарь майя, что на долгое время определило круг интереса учёных. Ближе всех к дешифровке подошёл первооткрыватель Парижского кодекса Леон де Рони в 1881 году: он определил, что письменность майя включала идеограммы, фонограммы и детерминативы, а также выделил иероглифы, обозначающие стороны света и их цветовые соответствия. Он же совершенно верно понял, что «алфавит Ланды», список фонетических знаков из рукописи епископа, является ключом к дешифровке. Сам Юрий Кнорозов писал, что если бы удалось сразу доказать, что один и тот же знак читается одинаково в разных иероглифах, письмо майя было бы прочитано ещё в XIX веке. К середине XX века наиболее авторитетным исследователем календаря и письменности майя являлся Джон Эрик Томпсон, который отрицал фонетическую составляющую в иероглифике и сводил дешифровку к толкованию значений знаков и сопоставлению их с изображениями на каменных рельефах и стелах или в рукописях.
Важнейшим постулатом, на котором основывался Кнорозов, было признание не рисуночного, а звукового характера письма майя. Иными словами, определённые знаки имеют одинаковую форму в составе разных сочетаний иероглифов, поскольку несут не только смысловую нагрузку, но и воспроизводят звучание. Например, знак, похожий на циновку или рыбью чешую, действительно передавал понятие «циновка», а фонетически давал слог «ш(а)» (на юкатекском языке «шаан»). В статье 1952 года Кнорозов указывал, что запись слов куц — «индюк», и цуль — «собака», содержат один и тот же фонетический элемент ц (записываемый знаком, изображающим хребёт с рёбрами), и позволяют использовать перекрёстное чтение. Однако это ещё не означало возможности прочтения текста.
Ключом к фонетическому чтению, — в этом Кнорозов был твёрдо убеждён, — являлся «алфавит Ланда». Несмотря на то, что ещё с 1880-х годов, когда попытка применить знаки де Ланда для чтения закончилась неудачей, этот силлабарий рассматривался в лучшем случае как курьёз, Юрий Кнорозов заявил: «знаки де Ланда имеют именно тот фонетический смысл, который он им приписал». В рукописи Диего де Ланды было приведено три примера написания слов знаками майя, два из которых были совершенно непонятны. Например, епископ де Ланда сообщал, что для обозначения слова «петля» («лэ») писцы майя использовали знаки «элээлэ». Практически все исследователи посчитали это абсурдом и не пытались объяснять, что де Ланда имел в виду, используя данный пример. Кнорозов был вынужден для начала составить полный список встречавшихся в рукописях майя знаков со всеми их разночтениями и далее приступил к отождествлению знаков из «алфавита Ланды». Оказалось, что все приведённые в «Сообщении о делах в Юкатане» 27 фонетических знаков были представлены в рукописях. Епископ утверждал, что знаки соответствуют испанским буквам, которыми они надписаны в порядке латинского алфавита, однако присутствовали отклонения, смысл которых предстояло выяснить. В алфавите отсутствовали некоторые латинские буквы, аналогов звучания которых не было в юкатекском языке (d, f, g, r), некоторые же буквы приходилось удваивать (pp), чтобы передать звуки языка, не имевшие аналогов в испанском. Однако букве «b» соответствовало два знака майя, и то же касалось обозначений звуков «л» и «ш». Продолжая работу, Кнорозов доказал, что в алфавите Ланды представлены слоговые знаки, а сам епископ предельно точно постарался передать фонетику языка майя, различие мягких и твёрдых согласных и наличие придыханий. Наконец, это позволило установить, что знаки соответствовали не произношению испанских букв, а их названию. Доказательством служило чтение иероглифа месяца сэк, который состоял из элементов сэ — ка, представленных в списке де Ланды.
Следующим этапом было разбирательство с примерами из рукописи «Сообщения…», особенно «элээлэ». Знак, надписанный «лэ», повторялся ниже уже под буквой «L», которая по-испански называется «элэ». Таким образом, обнаружилось, что индейский секретарь, записывая под диктовку де Ланды, зафиксировал название испанской буквы l, название буквы e (соответствующее её произношению, близкому русскому «э») и слово «петля/силок» на юкатекском языке. Так появилось сочетание знаков «э-лэ-э-лэ». В кодексах майя слово «силок» записывалось знаками э и лэ, имевшимися в «алфавите». В. А. Кузьмищев следующим образом объяснял этот пример: 

В старину в русских школах учитель диктовал ученикам: «Напишите, дети, слово „баба“. „БУКИ-АЗ-БУКИ-АЗ“ …баба!» Вот эти же самые, но только испанские «буки-аз-буки-аз» и записал писец, видимо, под диктовку Диего де Ланды. Диктуя слово «ЛЭ», Ланда вначале назвал его по буквам, а затем и целиком: «ЭЛЭ» (название буквы «Л»), «Э» (название буквы «Э», совпадающее с её звучанием) — «ЛЭ» («петля»). Писец на всякий случай записал всё, что произнёс будущий епископ, и тогда-то и родилось столь непонятное и абсурдное «Э-ЛЭ-Э-ЛЭ»!
Точно так же выглядела запись и в других примерах де Ланды, где смешивались фонетические значения и названия испанских букв.

#### Метод позиционной статистики и перекрёстных чтений
Кнорозов путём долгих скрупулёзных подсчётов установил, что во всех трёх рукописях майя содержится примерно 355 неповторяющихся знаков. Продолжая работу, Юрий Валентинович начал поиск устойчивых групп знаков, которые передавали корни слов, а далее — регулярно связанные с ними переменные группы знаков, которые соответствовали грамматическим показателям — частицам, аффиксам, и проч. Эта работа облегчалась тем, что структуру иероглифического текста можно было сопоставлять с грамматическими показателями текстов майя XVI—XVII веков, записанных латиницей, например, текстов «Чилам-Балам». Поскольку языки майя многочисленны и ареал их распространения велик, учёный принял гипотезу, что если рукописи майя происходили с Юкатана, рукопись де Ланды и сохранившиеся словари фиксировали юкатекский язык, то и материалы дешифровки будут основываться на нём же. Работа шла очень медленно, поскольку каждое сочетание приходилось прослеживать по всем рукописям и имеющимся репродукциям эпиграфических надписей майя. Затруднения вызывали ошибки писцов (особенно в Мадридском кодексе) и плохое состояние надписей, вырезанных на камне. Наконец, Ю. В. Кнорозову удалось разбить все имеющиеся сочетания иероглифов на группы. В каждую из них входили иероглифы с одинаковыми устойчивыми знаками и различными переменными. Далее в таблицах были сведены корни с одинаковыми грамматическими показателями, расположенными перед или после корневого знака. Этот метод получил название «позиционной статистики», поскольку изучалась частота знаков, занимающих определённую позицию во фразе. Этот же метод позволял проанализировать порядок слов в предложениях иероглифического языка.
При синтаксическом анализе выяснилось, что на втором и третьем месте предложений всех типов находятся иероглифы, не имевшие в своём составе переменных знаков. Вероятнее всего, они обозначали подлежащее. Напротив, на первом месте в предложениях почти всех типов, находились иероглифы с наибольшим количеством переменных знаков. Иными словами, это было глагольное сказуемое. Однако статистика показала, что иероглифы сказуемого образуют две группы с разными грамматическими показателями. В одной группе после сказуемого сразу следовало подлежащее, во второй подлежащее переходило на третье место, а ему предшествовали дополнительные знаки. По аналогии с грамматикой рукописей XVI—XVII веков было сделано заключение о существовании непереходных и переходных глаголов, требующих дополнения. Сопоставление грамматической структуры потребовало от Кнорозова точно так же проанализировать структуру текстов майя, записанных латиницей.
После получения чёткой типологии майяской иероглифики и грамматической структуры языка Ю. Кнорозов мог приступить к фонетическому чтению текстов и наращиванию количества читаемых знаков. Оправдались и расчёты на возможность сопоставления переменных знаков с категориями грамматики из известных текстов и словарей колониальной эпохи. Структурный анализ сам по себе ещё не означал чтения, поскольку грамматические показатели могли читаться совершенно иначе. Это можно было проверить, только применяя метод перекрёстного чтения. Например, если предлог, произносившийся в XVI веке как «ти», действительно имел такое чтение, то его можно было использовать для прочтения слов, в которых этот знак использовался для записи корневой части слова, а не грамматического показателя, поскольку он читается одинаково во всех позициях. Но для окончательного установления чтения требуется наличие не менее двух разных слов, использующих данный знак.

### «Письменность индейцев майя» и казус с машинной дешифровкой
По замечанию С. Корсуна, в начале 1960-х годов дешифровка письменности майя считалась не меньшим научным достижением, чем космические полёты. Важнейшей задачей Кнорозова после признания его метода было расширение проблемного поля исследований. Последнее предполагало разработку универсальной теории дешифровки древних письменностей. Текст диссертации не предполагал комплексного рассмотрения метода дешифровки и описания письма майя, поэтому уже к декабрю 1957 года текст монографии «Письменность индейцев майя» объёмом 55 авторских листов был подготовлен к публикации. Глубокий разбор с положительным отзывом на рукопись представил В. В. Струве — один из ведущих организаторов исторической науки в СССР. Однако издание застопорилось. Отчасти это было связано с тем, что в Институте этнографии существовала оппозиция деятельности Кнорозова, пользовавшегося большой поддержкой «сверху».
В 1959 году Вячеслав Всеволодович Иванов возглавил Научный совет по кибернетике при Президиуме АН СССР, что и привело его к идее привлечь Кнорозова, который в 1960 году принял главенство над группой семиотики в ИАЭ (официально она именовалась Комиссией по дешифровке исторических систем письма). Для Юрия Валентиновича, во-первых, это было возможностью проверить методы машинной дешифровки, во-вторых, это подтверждало его формальный статус в институте. Основную часть работ предполагалось осуществить в Москве, разработкой программ для ЭВМ занялись математики Ю. А. Шрейдер, М. Л. Цетлин и М. А. Пробст; предполагалось создать библиотеку программ, позволяющих статистически обработать системы письма, располагающих обширным корпусом текстов. Однако инициативу в этом вопросе перехватил Институт математики Сибирского отделения АН СССР, а точнее, проектная группа Э. В. Евреинова, Ю. Г. Косарева и В. А. Устинова, которых всемерно поддерживал С. Л. Соболев.
Группа Ю. Косарева вышла на Кнорозова и сумела заинтересовать Вячеслава Иванова. Летом 1959 года материалы Кнорозова были переданы в Новосибирск, и в 1960 году было объявлено, что с помощью ЭВМ якобы была проведена обработка Дрезденской и Мадридской рукописей майя с дешифровкой древней письменности. Эти результаты были доложены на конференции по машинному переводу и автоматической обработке текста в январе 1961 года. Сенсация ширилась, а С. Л. Соболев и участники группы машинной группировки собирали целые залы на свои доклады. В 1961 году база данных Кнорозова составила основу четырёхтомника «Применение электронных вычислительных машин в исследовании письменности древних майя». Книгу вручили руководителю страны Н. С. Хрущёву как главное достижение советской лингвистики и математики. В популярной публикации в журнале «Огонёк» была сделана попытка принизить достижение самого Юрия Валентиновича. Это вызвало сильнейшее разочарование Кнорозова, и в журнале «Вопросы языкознания» он опубликовал рецензию «Машинная дешифровка письма майя», тон которой Д. Д. Беляев характеризовал как «глумливо-критический». В заключении разбора публикаций группы Косарева Ю. В. Кнорозов писал:

Проведённая авторами работа показала практически, что современная вычислительная техника может быть использована для целей дешифровки древних систем письма. «Машинная» дешифровка подтвердила тот факт, что при объективном изучении письма результаты неминуемо совпадают. Следует заметить, что если бы результаты «машинной» дешифровки не совпали с результатами предшествовавшей ей «ручной», то пришлось бы пересматривать «машинную» (а не уже доказанную «ручную»), как её и придётся пересматривать в той части, где приведены заведомо неправильные фонетические чтения (хотя они также дублируют опубликованные раньше). «Машинная» дешифровка только отчасти дублировала «ручную» и не прибавила нового к нашим знаниям о письме майя.
Статья Кнорозова была оперативно опубликована на испанском языке в Мексике. Это вызвало большой конфликт с С. Соболевым, который даже выступил в качестве научного руководителя на защите диссертации В. А. Устинова, назначенной на 1962 год. Решительно против присвоения степени выступил Л. В. Канторович, что в свою очередь спровоцировало новую волну конфликта. По всей видимости, это стало основной причиной того, что Кнорозов не был направлен на международный конгресс американистов в Мехико и вообще стал «невыездным».
Наконец, в 1963 году вышла монография Кнорозова «Письменность индейцев майя», включающая репродукции трёх кодексов и переводы некоторых текстов колониального периода. Важной частью труда был каталог иероглифов (540 знаков), составленный по строго графическому принципу. Знаки сопровождались комментариями, в которых указывалось, что знак предположительно означает, его чтение, отсылки к аллографам и вариантам, ссылки на каталоги Циммермана (1931) и Гейтса (1952) — каталог Томпсона вышел только в 1962 году. Автор также дополнил историографический обзор пристрастной характеристикой работы новосибирской группы. Книга вышла тиражом 1000 экземпляров, которые рассылали как по крупнейшим библиотекам мира, так и по посольствам СССР. В 1965 году рецензию на труд Кнорозова опубликовал Майкл Ко. Он отметил, что, несмотря на критику Э. Томпсона, работа русского учёного заслуживает самого пристального внимания, и подробно описал содержательные особенности текста. М. Ко обратил внимание на то, что Кнорозов, сравнив грамматическую структуру кодексов, некоторых доступных ему эпиграфических памятников и документов колониального периода, сделал вывод, что иероглифический язык не тождественен юкатекскому, зафиксированному грамматиками и словарями XVI—XVII веков. Рецензент делал однозначный вывод: «Кнорозов — пионер дешифровки некалендарных иероглифов майя». Рецензия М. Ко упоминалась в обосновании представления Кнорозова к премии им. Н. Н. Миклухо-Маклая за 1966 год, которую Юрий Валентинович, впрочем, так и не получил.

### Переводы кодексов майя
Ю. В. Кнорозов принимал значение термина «дешифровка» в узком смысле — как установление чтения знаков забытого письма. Задачи чтения, изучения языка, перевода и интерпретации текстов он считал относящимися к другой сфере, филологии. Тем не менее в 1967 году Кнорозов приступил к следующему этапу своей работы в области майянистики — исследованию Дрезденского кодекса. В первую очередь его интересовала применимость методов криминалистики в палеографии, поскольку он рассчитывал восстановить утраченные фрагменты и стёршиеся знаки. Этот проект так и не был реализован, однако в плановом отчёте Кнорозова за 1970—1975 годы значится монография «Иероглифические рукописи майя» объёмом 17 авторских листов. Эта книга продолжала «Письменность древних майя» и включала полный перевод четырёх сохранившихся кодексов (включая Кодекс Гролье) и комментарий Кнорозова. По свидетельству Г. Ершовой, рукопись монографии была сильно сокращена, пришлось отказаться от «таблиц богов». Крайне низким было и полиграфическое качество: книга большого формата вышла в мягкой обложке, а печать была ротапринтной, а не высокой типографской. Во французской рецензии Владимира Ермакова (Vladimir Ermakoff) также подчёркивалось, что эта книга является продолжением монографии 1963 года, в которой на практике проверяется дешифровка. Однако критику рецензента вызвал популярный характер 30-страничного комментария, который более основывался на археологических и этнографических источниках; в заключении было сказано, что «аналитическое исследование данных, содержащихся в переведённых рукописях майя, ещё только предстоит».

### Признание метода Кнорозова на Западе
Отзывы на статьи Кнорозова 1952—1956 годов оказались прямо противоположными. Первый положительный отзыв представил профессор Гётеборгского университета синолог Тур Ульвинг. В своей статье о советской дешифровке он прямо утверждал: «трудно поверить, что такая непротиворечивая система могла бы быть разработана, если бы она не была по существу надёжной». Т. Ульвинг справедливо отмечал, что работы Кнорозова касались исключительно кодексов и что в эпиграфических памятниках классического периода встречаются знаки, вовсе не используемые в кодексах. Это не отменяло правоты советского учёного и того, что система письма была принципиально единой: «ключ, кажется, подходит, есть основания надеяться, что дверь в конечном итоге распахнётся».
Эрик Томпсон так и не смог согласиться с результатами дешифровки Кнорозова, и в 1959 году в журнале American Antiquity выпустил объёмную статью, в которой систематически изложил свои возражения. В частности, он утверждал, что в системном отношении письменность майя не отличалась от доколумбовой ацтекской, то есть не была фонетической. Только после Конкисты индейцы стали использовать фонетические элементы и «ребусный метод» для записи начальных гласных и финальных согласных. Томпсон утверждал, что «алфавит Ланды» — это попытка приспособить пиктографию к новой культурной ситуации или просто плод заблуждения миссионера. Метод Кнорозова, основанный на рукописи де Ланды как аналоге «Розеттского камня», категорически отвергался на том основании, что фонетическое чтение и изобразительный знак совершенно не соотносились между собой. Отвергал он и все фонетические реконструкции русского учёного, в том числе сингармонизм, а также настаивал на использовании современного юкатекского языка для огласовки.
В 1960—1970-х годах неуклонно происходило признание метода и работ Кнорозова на Западе. Главным сторонником Юрия Валентиновича стал Майкл Ко, жена которого — София Феодосьевна Добржанская (дочь Ф. Добржанского) — перевела на английский язык обе основополагающие монографии Кнорозова. Предисловие к «Письменности индейцев майя» написала Татьяна Проскурякова. В 1969 году супруги Ко впервые посетили СССР и лично встретились с учёным. Ещё в 1962 году Дэвид Келли с успехом читал имена правителей «по Кнорозову» на стелах в Чичен-Ице. С начала 1970-х годов в США к методам Кнорозова решительно обратился Флойд Лаунсбери, который занимался идентификацией имён и реконструкцией последовательности царской династии Паленке и в 1973 году впервые прочитал и отождествил имя правителя Пакаля Великого. Это произошло во время первого круглого стола Меса-Редонда. Ранее, на конференции в Думбартон-Окс в 1971 году Лаунсбери представил доклад, в котором прямо поддержал Кнорозова. Окончательное признание метода Кнорозова последовало в 1979 году на конференции «Фонетизм в иероглифической письменности майя», проводимой Университетом штата Нью-Йорк; в конференции участвовали 135 ведущих майянистов всего мира. Планировалось, между прочим, приглашение самого Ю. В. Кнорозова («как ведущего и самого авторитетного специалиста в этой области, как главу признанной школы», по выражению И. Г. Константиновой), но в силу политических обстоятельств в АН СССР было решено, что это «нецелесообразно». Невозможность посетить конференцию по фонетизму была воспринята учёным крайне болезненно.
С 1980-х годов связи с западными учёными сделались у Кнорозова более интенсивными. В частности, велась переписка с Корнелией Курбьюн (Kornelia Kurbjuhn), которая занималась каталогом майяских знаков с чтением, вышедшим в 1989 году. В 1987 году в подарок от штатного археолога Национального географического общества Джорджа Стюарта (George E. Stuart III, 1933—2014) был прислан словарь лексики майя «Cordemex» вместе с подпиской на журнал «National Geographic». «Холодная война» зачастую вносила коррективы в научные связи: Джордж и Дэвид Стюарты в середине 1980-х годов собрали для Кнорозова большую посылку с книгами и ксерокопиями статей — новейших исследований по проблемам майянистики, и несколько коробок отнесли прямо в посольство СССР в Вашингтоне, расположенное практически на другой стороне улицы. При передаче бумаг они были засняты агентами ФБР и задержаны.
Даже в 1980-х годах Кнорозов оставался невыездным, хотя именно в это десятилетие было множество приглашений от научных обществ, академических учреждений и университетов США, Мексики, Гватемалы, Испании. В 1986 году такое приглашение пришло от Института истории и антропологии Гватемалы, который проводил в августе симпозиум памяти Татьяны Проскуряковой и Генриха Берлина (с посещением Тикаля и Вашактуна); поехать вновь не удалось, но доклад на испанском языке был опубликован. В 1987 году Кнорозов заочно был избран почётным членом Общества по изучению майя в Мадриде. Только в начале 1992 года произошло знакомство Кнорозова с Т. Бартелем и его коллегами, занимавшимися дешифровкой рапануйской письменности. Для этого группе немецких и новозеландских учёных пришлось самим приезжать в Санкт-Петербург. В том же 1992 году вышло первое издание книги «Взламывая код майя» Майкла Ко, в которой дано самое исчерпывающее описание хода и результатов дешифровки Кнорозова на английском языке.

### Рапануйское письмо
В четвёртом номере журнала «Советская этнография» за 1956 год появилась совместная статья Ю. В. Кнорозова и Н. А. Бутинова «Предварительное сообщение об изучении письменности острова Пасхи». Интерес к кохау ронго-ронго возник у Юрия Валентиновича сразу после его появления в Кунсткамере, тем более, что её сотрудники ещё с 1930-х годов проделали большую работу по сопоставлению всех известных надписей с острова Пасхи. Кнорозов и Бутинов предположили, что повторяющиеся мотивы из 15 знаков в Gv5-6 (строки 5 и 6 аверса таблички G) являлись родословной:
Если повторяющийся одиночный знак 200  — титул, например, «король», «вождь», а повторяющийся присоединённый знак 76  — патроним, то значение фрагмента примерно следующее:
Король A, сын B, король B, сын C, король C, сын D
и так далее. Кнорозов пришёл к выводу, что знаки острова Пасхи — протописьменность («примитивная иероглифика, в которой служебные части речи и аффиксы могли пропускаться»), и в 1958 году поддержал работы И. К. Фёдоровой, которая профессионально занялась рапануйским языком и фольклором. Более того, 17 марта 1958 года Ю. В. Кнорозов отправил на имя С. П. Толстова официальное письмо, в котором предлагал организовать археолого-этнографическую экспедицию на о. Пасхи с участием чилийских специалистов в качестве наблюдателей:

Ввиду того, что советские суда ведут в Тихом океане исследования, экспедиция может быть доставлена и вывезена на советском судне. Срок пребывания экспедиции на острове Пасхи можно предположительно определить в 5—6 месяцев. В состав экспедиции желательно включить три отряда — этнографический и два археологических, общей численностью в 12—15 человек, конечно, при условии возможности постоянного найма 40 рабочих из местных жителей.
Партбюро Института этнографии АН СССР 30 октября 1959 года утвердило характеристику на Кнорозова для «поездки в страны Латинской Америки с научной целью». Однако никакого продолжения этот проект так и не получил. Дальнейшую работу над дешифровкой рапануйской письменности проводила И. К. Фёдорова, но результаты её работ не были приняты научным сообществом.

### Письменность долины Инда
В 1964 году была предпринята попытка дешифровки хараппского письма, известного, главным образом, по печатям и их оттискам. В группу исследователей под началом Ю. В. Кнорозова входили А. М. Кондратов, Н. В. Гуров, М. А. Пробст, М. Ф. Альбедиль и некоторые другие. В исследовании использовались разработанные Кнорозовым методы, в том числе программы для ЭВМ, для проверки разбиения древних текстов на устойчивые повторяющиеся последовательности знаков (так называемые «блоки»). В 1976 году в Гааге на английском языке был опубликован сборник статей М. А. Пробста, И. К. Фёдоровой и самого Кнорозова, а также предварительный отчёт о дешифровке письма долины Инда; подготовлен он был ещё в 1968 году.
Удалось надёжно установить, что древний хараппский язык имел как минимум три падежа и три склонения, фиксируемых на письме. Удалось также выделить словообразовательные именные суффиксы. Определение системы письма и выделенные базовые характеристики языка, предположительно, свидетельствовали о близости древнего языка дравидийским и получили положительный отзыв специалистов, в том числе на Западе. Однако последующая попытка чтения текстов оказалась неудачной. Кнорозов определил письмо как морфемно-слоговое, предполагая, что отдельные знаки строго соответствуют конкретным грамматическим показателям. Поэтому был использован «ребусный метод», когда изображаемый знак интерпретировался через корни предполагаемых языков — потомков хараппского. Однако перекрёстные чтения, как в письме майя, практически отсутствовали, а доля фонетических подтверждений (слоговых написаний) оказалась ничтожна. В последних статьях, увидевших свет уже в 1980-х годах, письмо описывалось как морфемное. В результате в научном сообществе к результатам работы группы Кнорозова образовалось скептическое отношение.
Брайан Кеннет Уэллс в своей диссертации, посвящённой эпиграфическому исследованию хараппских текстов, отмечал дравидийскую (прото-дравидийскую) гипотезу Кнорозова среди прочих. Ситуация с дешифровкой древнеиндийского письма не похожа на ту, в которой оказались майянисты. Уже в 1970-х годах стало ясно, что дешифровка зашла в тупик, поскольку не был известен языковой контекст существования хараппской письменности, а краткость надписей исключала применение метода позиционной статистики или сильно ограничивала его. До 1990-х годов американистам было неизвестно, на каком именно из языков майя были записаны объёмные иероглифические тексты (юкатекская гипотеза в конечном счёте оказалась ошибочной, языком классического периода был древний чольти). Однако это не повлияло на дешифровку и её результаты. Ситуацию в хараппских исследованиях Уэллс сравнивает с микенологией до дешифровки линейного письма Б: множество равноправных гипотез и надежда, что дешифровка позволит определить язык, на котором написаны тексты. Недостатком метода Кнорозова (как и других исследователей) Уэллс называл то, что дешифровщики априори предположили структуру языка, а также исходили из того, что знаки были в основе своей пиктограммами, и пытались интерпретировать знаки как отражение объектов реального мира, используя их именования в современных дравидийских (алтайских, мунда и др.) языках. Естественно, что интерпретация знаков сильно зависит от взглядов и культурного окружения дешифровщика, причём письменность предстала перед исследователями уже сложившейся, то есть первоначальные логографические знаки стабилизировались и далеко отошли от своих предшественников-пиктограмм. При дешифровке письма майя у Кнорозова была билингва, так называемый «алфавит Ланда», пусть и очень краткая, но позволившая получить ключ к фонетическому чтению. Дешифровка Шампольона вообще демонстрирует идеальную ситуацию: на Розеттском камне были представлены идентичные тексты на хорошо известном и неизвестном языках. Ничего подобного не наблюдается в находках из долины Инда. Нет также никаких гарантий, что изобразительные элементы на печатях вообще не связаны с письменными знаками и служили разным целям. Интерпретация изображений сильно зависит и от принятой парадигмы: так, несмотря на многочисленность сцен войн и жертвоприношений в майяском искусстве, почти полвека майянисты поддерживали мифологическую картину мирных изолированных центров цивилизации, в которых учёные жрецы наблюдали за звёздами с вершин пирамид и занимались календарными вычислениями.

### Фасцинация и теория сигнализации
В. А. Кузьмищев отмечал, что для Кнорозова дешифровка письменности майя являлась «практическим занятием» в более широкой сфере, называемой им «теорией сигнализации». Он разъяснял эту теорию следующим образом:

…дешифровка исторических систем письма является лишь частной задачей в общей проблеме формальных исследований текстов, которая, в свою очередь, представляется одним из основных путей изучения механизма возникновения осмысленной человеческой речи. <…> Далее, процесс дешифровки неизвестных письмен, по существу, является обратным процессом, позволяющим восстанавливать ход возникновения письма, графически фиксирующего умственную деятельность человека. А если так, то именно здесь лежит та тонкая и чрезвычайно сложная «тропинка», открывающая путь к моделированию этой специфической деятельности, благодаря которой человек стал человеком, то есть разумным существом.
На конференции по обработке информации, машинному переводу и автоматическому чтению текста 21—30 января 1961 года Ю. В. Кнорозов представил доклад на тему общей теории сигнализации. Вяч. Вс. Иванов в Институте славяноведения АН СССР после этого организовал «собеседование» на ту же тему, материалы которого увидели свет в сборнике «Структурно-типологические исследования» в 1962 году. В обсуждении участвовали А. А. Реформатский и Л. А. Калужнин. В сентябре 1961 года Кнорозов участвовал в совещании по применению математических методов в изучении языка художественных произведений, организованном в Горьковском университете при участии Горьковского физико-технического института. На одном из заседаний Кнорозов прочитал доклад «Об изучении фасцинации», где и ввёл это понятие. В описании М. Альбедиль, «Под фасцинацией он понимал такое действие сигнала, при котором полностью или частично стирается ранее принятая информация, при этом происходит преодоление антирезонансной защиты мозга. Подобным действием обладает, например, ритм. Кнорозов… обращался к примерам инструментальной музыки, пения и поэзии в первобытном синкретизме. Особое внимание он уделил семантической фасцинации, полагая, что неясность и многозначность описания действует как сильное фасцинирующее средство, и подчеркнув, что с собственно семантической фасцинации и начинается изобразительное искусство, которое он считал фасцинирующей сигнализацией с использованием художественных образов». Рассуждения Кнорозова были опровергнуты А. Н. Колмогоровым, который указал на недостатки кнорозовской теории ритма.
Как следует из воспоминаний Вяч. Вс. Иванова, Кнорозов со студенческих лет стремился разрешить вопрос о том, как зоологическое сообщество трансформируется в человеческий коллектив. Поэтому его интерес к шаманизму следует считать первым и наиболее глубоким; напрямую с этим смыкались кнорозовские изыскания в области закрытых мужских союзов. Кнорозов искал в истории примеры максимально эффективных форм организации, использующей фасцинацию; по его мнению, это была партия большевиков и мормоны в Америке. В 1960-х годах Кнорозов перешёл от неявных прозрений к формированию универсального подхода к системам коммуникации в социуме. Этому вопросу была посвящена статья 1973 года «К вопросу о классификации сигнализации», посвящённая первооснове речи, приведшей к образованию неограниченного коммуникативного репертуара. Человеческий коллектив, полагал Кнорозов, смог выделиться из зоосистемы тогда, когда возникла новая форма коммуникации, отражавшая кардинально новую модель работы головного мозга, когда сигнал не был привязан к немедленной реакции.
Ещё одной важной теоретической проблемой, занимавшей Кнорозова, был закон Геккеля. Он полагал, что биогенетический закон приложим также и к социальным системам, то есть развитие отдельного высшего организма — это краткое и быстрое повторение тех этапов, которые прошли предки в своей эволюции. Кнорозов полагал, что доказательство этому может быть обнаружено в системах письма, которые отражают этапы развития и деятельности головного мозга человека. Изучая графическую сторону разных типов письменности, Ю. В. Кнорозов обратился к детским рисункам, которые сопоставлял с первобытными изображениями, пытаясь выявить особенности графической сигнализации. Так, обратив внимание на то, что в рисунках детей до 6—7-летнего возраста отсутствует перспектива, Юрий Валентинович заявил, что детским рисункам как определённому этапу онтогенеза на уровне филогенеза соответствует этап возникновения раннегосударственных образований. Кнорозов исходил из того, что процесс развития письменности — стадиальный процесс. Первобытная пиктография кодирует сообщения с помощью более или менее реалистических сцен, каждая из которых может быть описана неопределённо большим количеством сходных по смыслу фраз. После появления государства появилась необходимость в точных записях, поэтому письменность начинает фиксировать устную речь, первоначально морфемно-силлабическим способом (с большим количеством омонимов и подтверждений — детерминативов, облегчающих чтение и понимание). Внешний облик знаков во всех случаях восходит к пиктографическим формам и отражает местные условия; на позднем этапе развития корпус знаков становится чётко систематизированным, и — в случае китайской письменности и систем, производных от неё, — утрачивает изобразительный характер.

### Курильские экспедиции, айны и проблема Берингии
По свидетельству Г. Ершовой, заселение американского континента было одной из глобальных тем, которая интересовала Кнорозова ещё с 1950-х годов. Особый интерес его вызвал вулкан Богдан Хмельницкий, на склонах которого Г. М. Власовым в 1948 году были обнаружены петроглифы. Это привело Юрия Валентиновича к гипотезе о том, что Курильскую гряду можно рассматривать как подступы к Берингии. Кнорозов рассчитывал в полевых условиях проверить две научные проблемы: во-первых, реконструировать один из возможных путей заселения Америки, во-вторых, проработать возможные схемы этногенеза индейцев. Это напрямую стыковалось с планом группы этнической семиотики: Кнорозов заявил, что языки и культуры америндов восходят к первой волне заселения, то есть верхнего палеолита, что исключало влияния и заимствования. В случае доказательства этого можно было прямо заявить, что культура и письмо майя могут явиться важными доказательствами его теории коллектива. Для обоснования экспедиции и выделения фондов от Института этнографии на первое место выносилось исследование древней культуры айнов и поиски гипотетической протописьменности или петроглифов доайнского населения.
В 1979 году Кнорозов участвовал в XIV Тихоокеанском научном конгрессе в Хабаровске (20 августа — 2 сентября) и попутно смог посетить кальдеру вулкана Богдан Хмельницкий на Итурупе. В результате его усилий, до 1990 года было совершено девять поездок на Курильские острова (в 1979, 1982—1985, 1987—1990 годах), каждая продолжительностью в 1—2 месяца. В разные годы его сопровождали разные сотрудники Кунсткамеры, в том числе Г. Г. Ершова, а также коллеги из Сахалинского краеведческого музея. Поездки разных лет были посвящены разным задачам. Например, в первые сезоны искали наскальные изображения. Кнорозов применял строго научный метод: из изучения русских и японских карт разных веков он вывел закономерность, что в Тихоокеанском регионе люди могут селиться только в определённых, особо благоприятных для жизни местах. Это было подтверждено во время поездок на Итуруп в 1982—1983 годах, в которых участвовали, в том числе, Е. С. Соболева и Ю. Е. Берёзкин. Были обнаружены «кухонные кучи» возрастом 3600 лет, изучением айнского святилища далее занимались сахалинские археологи. Только в сезон 1988—1989 годов был выявлен бесспорный айнский субстрат на Курильских островах: на стоянке Янкито-I нашли обильный керамический и каменный инвентарь, образцы органики, давшие радиоуглеродную датировку в 5000—7000 лет, декорированные черепки культуры Дзёмон. Кнорозов в этих экспедициях даже стал разрабатывать идеи общих сюжетов и логики орнаментов в бесписьменных культурах. На итурупском раскопе Кит-3 возле села Китового были обнаружены восемь каменных кругов, образующих архаический восьмилетний календарь с месяцами по 28 и 35 дней. На Южном Сахалине в районе Невельска были найдены надмогильные столбы «асьни» с космогонической символикой. На столбах Кнорозов обнаружил указания на растительность и береговые очертания определённых географических пунктов. Согласно его дешифровке, на асьни отображался посмертный путь айна: с Южного Сахалина умерший отправлялся на Хоккайдо, потом на Хонсю, и тут столб имел либо круглую законцовку, либо стрелку. По этой стрелке айн уходил в ивасуй, то есть в нору или пещеру в лесу, через которую попадал в покан-катан — нижний мир. На этом основании Кнорозов предположил, что продвижение носителей протоайнской культуры происходило не линейно (Хонсю — Хоккайдо — Сахалин — Курилы), а уже при переселении с Хонсю сразу образовались три разные ветви: хоккайдские, сахалинские и курильские айны.
Для местных жителей, военнослужащих и научных сотрудников «десант» известных учёных из Северной столицы также представлял большой интерес. В семье сохранилось благодарственное письмо «члену Курильской экспедиции Института этнографии АН СССР, доктору исторических наук, лауреату Государственной премии СССР Ю. В. Кнорозову за активное участие в патриотическом воспитании воинов-пограничников и в честь 40-летия победы советского народа над Японией (сентябрь 1985 года)».
Из-за экономической ситуации в стране, в 1990-х годах курильские экспедиции МАЭ закончились. Они принесли огромный археологический и этнографический материал по айнам, однако важнейшие гипотезы Кнорозова подтверждены не были.

## Частная жизнь
О домашних обыкновениях Кнорозова ходило множество легенд, которые опровергаются его родными. В быту он всегда был крайне неприхотлив (хотя поддерживал вокруг себя идеальный порядок и всех к нему приучал), одежду носил всегда по принципу удобства и привычки, даже если костюм и обувь выглядели непрезентабельно. В то же время он прекрасно знал себе цену и, находясь в экспедиции на Курильских островах, неизменно прикреплял к рабочей одежде значок лауреата Государственной премии СССР. Не будучи привередливым в еде, он любил экспериментировать с приправами. Любил цветы и комнатные растения, за которыми сам и ухаживал. Играл в нарды и старался приохотить к этой игре окружающих. Будучи кабинетным учёным, он предпочитал работать над текстами стоя, в качестве конторки в его комнате стояла трибуна из зала заседаний.
Супруги Кнорозовы собирали домашнюю библиотеку, в которой были (по тогдашней моде) подписные собрания сочинений; как все отмечали, Юрий Валентинович был исключительно глубоким знатоком художественной литературы и поэзии. Профессиональная часть библиотеки включала не только монографии по этнографии, лингвистике, литературоведению, религиоведению, фольклористике, но и естественным наукам. Однако, несмотря на увлечение романтизмом в молодости (в частности, Вячеславом Ивановым), вкусы Кнорозова были исключительно индивидуальны. Например, он вслух мог заявить, что не считает Ахматову поэтессой, о Цветаевой «никогда не слышал», а «Доктор Живаго» оценивал как весьма посредственное произведение. По свидетельствам учеников и близких, Кнорозов всё время что-то читал, из беллетристики предпочитал детективы (в том числе «лоточные»), цитировал Пушкина, Лермонтова и Гоголя. Из авторов XX века явно оказывал предпочтение Гашеку и Грэму Грину. Смешное он ценил, причём сам был склонен к парадоксам на грани чёрного юмора. По свидетельству Г. Ершовой, Кнорозов любил людям и вещам из своего окружения присваивать прозвища-характеристики, причём система образов охватывала только характеры и явления, которые вызывали симпатии. В частности, толстый словарь лексики юкатекского языка Cordemex превратился в «Толстомяса».
Кнорозов в последние годы жизни мог проявлять деспотизм («как если бы доктор Джекил прямо на глазах превратился бы в мистера Хайда») и подозрительность. Г. Ершова, аспирантка, знакомая с Кнорозовым с 1979 года, утверждала, что наставник крайне негативно относился к её дружбе с И. К. Фёдоровой, и им приходилось в его присутствии делать вид, что они едва знакомы.
Юрий Кнорозов был любителем кошек. И. К. Фёдорова вспоминала, что около 1970 года подарила коллеге сиамскую кошку Асю (Аспид), далее родился котёнок, которого Кнорозов прозвал «Толстый Кыс». Тогда сиамская порода была редкостью в СССР. Привязанность Кнорозова к кошке была так велика, что он почти серьёзно именовал её «своим соавтором» (и включил в этом качестве в машинопись статьи 1973 года о классификации сигнализации). Самая известная фотография учёного — с Асей (Аспидом) на руках была сделана тогда же сотрудницей Кунсткамеры Галиной Ивановной Дзенискевич (1933—2002); по свидетельству Г. Ершовой, это была единственная фотография, которая нравилась самому Кнорозову. Однако сиамские кошки прожили недолго (Ася пропала, когда её выпустили погулять), но их сменили другие животные: обыкновенный полосатый кот и белая кошка Белобандитка (про которую Кнорозов говорил, что она «прикидывается котом»), пережившая хозяина на восемь лет.

## Память
После кончины Кнорозова его архив оказался разделён: значительная часть материалов оказалась в Москве; оставшуюся у Е. Ю. Кнорозовой долю архива в 2007 году она передала в Думбартон-Окс. Архив включает 14 коробок с бумагами и коробку с газетами и газетными вырезками. Авторский порядок документов был утрачен, поэтому сотрудники архива (первичное описание проводил Александр Токовинин) условно разделили документы на четыре секции: биографическую, переписку, рукописи монографий и статей и исследовательские материалы. Часть материалов по айнам поступила в Библиотеку Конгресса США.
В 1999 году вышел в свет трёхтомный «Компендиум Шкарет» (Compendio Xcaret. De la escritura jeroglífica maya descifrada por Yuri V. Knórosov) — издание избранных работ Кнорозова в сопровождении репродукций трёх кодексов майя (Дрезденского, Парижского и Мадридского). Первый том включал пересмотренный каталог Кнорозова с указанием фонетических чтений и статьи, разъясняющие суть его метода. Второй том посвящён репродукциям кодексов, на основе которых была осуществлена дешифровка. Третий том включает переводы текстов кодексов с комментариями. В 2018 году Кунсткамера опубликовала почти 600-страничное собрание избранных трудов Ю. В. Кнорозова (составитель и ответственный редактор М. Ф. Альбедиль), с биографией отца, написанной Е. Ю. Кнорозовой и её дочерью А. А. Масловой. Материалы разделены на четыре секции, отражающие основные интересы учёного (включая англоязычный отчёт о дешифровке хараппской письменности), напечатана также опись архива, переданного в Думбартон-Окс. 6 сентября 2019 года в рамках 32-й Московской международной книжной ярмарки состоялась презентация книги «Последний гений XX века. Юрий Кнорозов: судьба учёного» Г. Г. Ершовой. Первая объёмная биография учёного издана Российским государственным гуманитарным университетом (РГГУ).
Ещё при жизни Кнорозова в 1998 году в Историко-архивном институте РГГУ по инициативе А. П. Логунова открылась программа «Культуры древней Мезоамерики в контексте эпиграфического наследия». Постепенно сформировался Мезоамериканский центр им. Ю. В. Кнорозова, возглавляемый Г. Ершовой. С 2010 года центры имени Кнорозова существуют в Гватемале и Мексике. Они занимаются различными проектами, в том числе пропагандой русского языка и культуры, исследованиями современных майя. В ноябре 2019 года в Историко-архивном институте РГГУ был открыт Мультимедийный историко-культурный центр им. Ю. В. Кнорозова, главной задачей которого является организация и осуществление на качественном уровне культурно-просветительской работы по подготовке и развитию музейно-выставочной деятельности в рамках научной проблематики Центра.
В 2012 году в Канкуне был установлен первый памятник Кнорозову работы Г. Потоцкого, который вызвал негативную реакцию Г. Ершовой. 11 марта 2018 года в Мериде был установлен новый памятник, работы мексиканского скульптора Рейнальдо Болио Суареса (Пачелли). Монумент находится рядом с Большим музеем мира майя. На лицевой стороне стелы помещён горельеф: Кнорозов изображён с кошкой Асей в полный рост, а на обратной стороне — иероглифы майя. На постаменте выбиты слова учёного: «Сердцем я всегда остаюсь мексиканцем». Работы оплатили Мезоамериканский центр имени Кнорозова и другие представители российской стороны.
Юрий Кнорозов на склоне лет является одним из героев мистико-фантастического романа Д. Глуховского «Сумерки», вышедшего в печатном виде в 2007 году. Больной, умирающий герой показан как «диковинное мифологическое существо с чертами бога и безумца».
В 2016 году одна из улиц Харькова получила имя Юрия Кнорозова. В родном городе Кнорозова — Южном — улица Карла Маркса, на которой располагался дом Кнорозовых, также получила имя учёного. На доме, в котором вырос Юрий, в августе 2019 года была установлена памятная доска. Кнорозов запечатлён и на барельефе в вестибюле главного корпуса Харьковского университета. В 2018 году имя Кнорозова получила и одна из скал на Итурупе. В ноябре 2022 года в Санкт-Петербурге на доме 10 по Гранитной улице, где с 1959 года по 1992 год проживал Кнорозов, была открыта памятная доска, а в мае 2023 года его имя было присвоено близлежащему скверу. В сентябре 2022 года Кнорозов был изображён на мурале на одном из домов в микрорайоне Железнодорожный подмосковной Балашихи в рамках фестиваля «Культурный код».
Украинский учёный Юрий Полюхович, ранее занимавший должность первого заместителя министра образования и науки этой страны, официально объявил, что «проводится работа» по празднованию 100-летия со дня рождения Юрия Валентиновича в 2022 году на официальном уровне. 1 июля 2022 года Президент РФ Владимир Путин подписал указ об увековечении памяти и праздновании 100-летия со дня рождения Юрия Кнорозова, постановив «правительству РФ в трехмесячный срок обеспечить разработку и утверждение плана основных мероприятий по увековечению памяти Ю. В. Кнорозова».
В октябре 2022 года в учебно-научном Мезоамериканском центре им. Ю. В. Кнорозова РГГУ проходила выставка «Кнорозов и шоколад. Два столетия одного века», большая часть которой была посвящена учёному и истории шоколада.
«Почта России» выпустила к 100-летию Ю. В. Кнорозова памятную марку, конверт и штемпели специального гашения для Москвы и Санкт-Петербурга.

## Научные труды

### Монографии
- Система письма древних майя = La escritura de los antiguos mayas / АН СССР. Ин-т этнографии им. Н. Н. Миклухо-Маклая; отв. ред. С. А. Токарев. — М.: Изд-во АН СССР, 1955. — 95 с.
- «Сообщение о делах в Юкатане» Диего де Ланда как историко-этнографический источник // Ланда, Д. де. Сообщение о делах в Юкатане. — М.; Л.: Изд. АН СССР, 1955. — С. 3—96.
- Письменность индейцев майя. — М.—Л.: Изд. АН СССР, 1963. — 664 с.
  - Selected Chapters from The Writing of the Maya Indians / translated by Sophie Coe; collaborating editor Tatiana Proskouriakoff. — Cambridge, Massachusetts: Peabody Museum, 1967. — 152 p. — (Russian translation series of the Peabody Museum of Archaeology and Ethnology, v. 4.)
- Иероглифические рукописи майя. — Л.: Наука, Лен. отд., 1975. — 272 с.
- Compendio Xcaret de la escritura jeroglifica maya descifrada por Yuri V. Knorosov. — Mexico, 1999. — Т. 1—3.
- Кнорозов Ю. В. Избранные труды / Сост. и отв. ред. М. Ф. Альбедиль. — СПб. : МАЭ РАН, 2018. — 594 с. — ISBN 978-5-88431-363-7.

### Статьи
- Мазар Шамун-Наби (Некоторые пережитки домусульманских верований у народов Хорезмского оазиса) // Советская этнография. — 1949. — № 2. — С. 86—97.
- Древняя письменность Центральной Америки // Советская этнография. — 1952. — № 3. — С. 100—118.
- La antigua escritura de los pueblos de la America Central. — Mexico, 1953. — 10 p. — (Boletin de informacion de la embajada de la URSS, № 20)
- La antigua escritura de los pueblos de la America Central. — Mexico, 1953. — 37 p. — (Biblioteca obrera. Segunda epoca, № 5).
- Письменность древних майя: (опыт расшифровки) // Советская этнография. — 1955. — № 1. — С. 94-115.
- Краткие итоги изучения древней письменности майя в Советском Союзе. — М.: Изд-во АН СССР, 1955.- 53 с. [Доклады (сов. делегации) на Х Междунар. конгрессе историков в Риме].
- A brief Summary of the Studies of the Ancient Maya Hieroglyphic Writing in the Soviet Union [Reports of the Soviet Delegation at the Tenth International Congress of Historical Sciences in Rome]. — Moscow, 1955. — P. 29-53.
- La escritura de los antiguos mayas // Instituto de intercambio cultural mexicano-ruso. — Mexico. 1956. — 77 p. — (Colección ideas. № 1).
- New data on the Maya written Language // Journal de la Societe des americanistes. — 1956. — № 45. — P. 209—216.
- New data on the Maya written Language // Proseedings of 32 International Congress of Americanists. — Copenhagen, 1956. — P. 467—475.
- Estudio de los jerogliphicos maya en la U.R.S.S. // Ciencia y tecnica. — 1955. — T. 1. No 2. — P. 37-56. — Tabl. 1-3: p. 46-56
- Das Ratsel der Maya // Sowietunion. — 1956. — № 1. — S. 32.
- Einstreit um alte Schriftzeichen // Neue Zeit. — 1956. — № 41. — P. 26-30.
- Кнорозов Ю. В., Бутинов Н. А. Предварительное сообщение об изучении письменности острова Пасхи // Советская этнография. — 1956. — № 4. — С. 77-91.
- Кнорозов Ю. В., Бутинов Н. А. Новые материалы об острове Пасхи: О списке «королей» острова Пасхи // Советская этнография. — 1957. — № 6. — С. 38-42.
- Preliminary Report on the Study of the Written Language of Easter Island // Jourhal of the Polynesian Society. — 1957. — Vol. 66, № l. P. 5-17 (в соавт. с Бутиновым H. A.)
- The Problem of the Study of the Maya Hierogliphic Writing // American Antiquity. — 1958. — Vol. 23, № 3. — P. 284—291.
- Население Мексики и Центральной Америки до испанского завоевания // Народы мира: Этнографические очерки: Народы Америки. Т. 2. — М., 1959. — С. 55—100.
- La lengua de los texos jeroglificos mayas // Actas del 33 Congreso Internacional de Americanistas. — San Jose, 1959. — P. 573—579.
- Собеседование по теории сигнализации с Ю. В. Кнорозовым // Структурно-типологические исследования: сб. статей. Отв. редактор Т. Н. Молошная. — М.: Изд-во АН СССР, 1962. — С. 283‒285.
- Ku Ma-ya wen yen-chiu chien-shu (古馬牙文研究簡述). Transl. from the Engl. by Yu-Kuang Chou (周有光)// Chung-kuo yu-wen [Chinese language and writing. 1962. № 4. P. 167—174 [A brief description of the stuidy of the anc. Maya script].
- Le problème du déchiffrement de l'écriture maya // Diogène. — 1962. — Vol. 40. — P. 121—128.
- Aplicacion de las matematicas al estudio linguistico // Estudios de cultura maya. — Mexico, 1963. — Vol. 3. — P. l69—185.
- Об изучении фасцинации // Вопросы языкознания. — 1962.- № 1. — С. 163.
- Характеристика языка протоиндийских надписей // Предварительное сообщение об исследовании протоиндийских текстов. — М., 1965. — С. 46-51.
- Формальное описание протоиндийских изображений // Proto-indica. 1972: Сообщение об исследовании протоиндийских текстов. Ч. 2. — М., 1972. — С. 178—245.
- К вопросу о классификации сигнализации // Основные проблемы африканистики: этнография, история, филология: к 70-летию чл.-кор. АН СССР Д. А. Ольдерогге / АН СССР. Ин-т этнографии им. Н. Н. Миклухо-Маклая; редкол.: Ю. В. Бромлей (отв. ред.) [и др.]. — М.: Наука. Гл. ред. вост. лит., 1973. — С. 324—334.
- К вопросу о генезисе палеолитических изображений // Советская этнография. — 1976. — № 2. — С. 99-102.
- Этногенетические процессы в древней Америке // Проблемы истории и этнографии Америки / АН СССР. Ин-т этнографии им. Н. Н. Миклухо-Маклая; редкол.: Ю. В. Бромлей (отв. ред.) [и др.]. — М.: Наука, 1979. — С. 133—141
- Протоиндийские надписи: К проблеме дешифровки // Советская этнография. — 1981. — № 5. — С. 47-71.
- Альбедиль М. Ф., Волчок Б. Я., Кнорозов Ю. В. Исследование протоиндийских надписей // Забытые системы письма: остров Пасхи, Великое Ляо, Индия: Материалы по дешифровке. — М., 1982. — С. 240—295.
- Неизвестные тексты // Забытые системы письма: Остров Пасхи, Великое Ляо. Индия: Материалы по дешифровке. — М.: Наука, 1982. — С. 3-10.
- Прорицание жреца: Расшифровка надписи на сосуде древних майя // Латинская Амер. — 1983. — № 3. — С. 123—137 (в соавт. с Ершовой Г. Г.).
- Пиктографические надписи айнов // Полевые исследования Ин-та этнографии. 1980—1981. — М., 1984.- С. 226—233 (в соавт. со Спеваковским А. Б., Таксами Ч. М.)
- К вопросу о связях доколониальной Америки со Старым Светом // Латинская Америка. — 1986. — № 1. — С. 84-98.
- Надписи майя на керамических сосудах // Древние системы письма: этническая семиотика. — М.: Наука, 1986. — С. 114—151.(в соавт. с Ершовой Г. Г.).
- La reina del Vado del Jaguar // Primer Simposio Mundial sobre Epigrafia Maya dedicado al Dr. Heinrich Berlin y a la memoria de Tatiana Proskouriakoff, 1909—1985. Guatemala, agosto 19-21, 1986. — Guatemala, 1987. — P. 121—126. With Yershova G.G.
- [Предисл. к кн.]: Галич М. История доколумбовых цивилизаций. — М., 1990. — С. 7-27.
- Кнорозов Ю. В., Ершова Г. Г. Диего де Ланда как основоположник изучения культуры майя (из истории миссионерской культуры XVI в.) // Iberica Americans: Культуры Нового и Старого Света XVI—XVIII вв. в их взаимодействии. — СПб., 1991. — С. 80-86.
- Формула возрождения у айнов: опыт расшифровки знаков-пиктограмм на надмогильных столбах айнов из фондов Сахалинского областного краеведческого музея // Вестник Сахалинского музея. Южно-Сахалинск. — 1995. — № 2. — С. 208—221. (в соавт. с Прокофьевым М. М.).
- Особенности детских изображений // Вопросы этнической семиотики. Забытые системы письма. — СПб, 1999. — С. 186—192.
- Имена богов в рукописях майя: Общий обзор // История и семиотика индейских культур Америки / Отв. ред. А. А. Бородатова, В. А. Тишков. — М., 2002. — С. 23-97.

### Комментарии
1. ↑  В источниках приводятся разные данные об ударении в фамилии «Кнорозов». В советских энциклопедических изданиях фамилия исследователя последовательно указывалась с ударением на втором слоге[1][2][3] Такое ударение встречается и в ряде воспоминаний, например: «…Кноро́зов, — рекомендовался он, помедлив, пока я протяну ему руку (именно с этим произношением своей редкой фамилии; теперь его называют Кно́розов)…» (Л. Мильская)[4]. В других источниках, в том числе в Большой Российской энциклопедии, приводится ударение, падающее на первый слог[5][6]. Внучка Кнорозова Анна Маслова делает ударение на первый слог — Кно́розов[7]
2. 1 2  У Юрия Кнорозова было трое старших братьев и сестра:
  - Сергей Валентинович Кнорозов (1911—2005);
  - Галина Валентиновна Кнорозова, в замужестве Терехова (1912—1991);
  - Борис Валентинович Кнорозов (1914—1982)
  - Леонид Валентинович Кнорозов (1916—1992).
3. ↑  По утверждению самого Юрия Валентиновича, он родился 31 августа[19].
4. ↑  Педагогический эксперимент Кнорозовых увенчался успехом — все пятеро детей сделали карьеру учёных, все братья были удостоены степени доктора наук, сестра — кандидата. Сергей и Юрий были удостоены, соответственно, Ленинской (в 1988 году) и Государственной премий СССР (в 1977-м)[23][24].
5. ↑  По одной из версий, Кнорозов со свойственным ему чёрным юмором говорил: «Могу дать рекомендацию: будущих дешифровщиков бить по башке, только неясно как. Можно для эксперимента взять контрольную группу — а если кто концы отдаст, тому так и надо!»[27].
6. ↑  В. Д. Кнорозов успешно справился с эвакуацией заводов, далее был переведён в Саратов, в 1942 году был командирован в Брянск, Куйбышев и Ташкент[39].
7. ↑  Эту же легенду пересказывал и А. Пятигорский[42].
8. ↑  «Автобиография» не может считаться надёжным источником, например, Кнорозов в ней утверждал, что с 1939 года сразу поступил в МГУ, а не в Харьковский университет[49]. Однако и в военном билете, сведения из которого приводятся в биографии Г. Г. Ершовой, указан именно «158 пуш. Артиллерийский полк»[50]
9. ↑  Schellhas P. Die Entzifferung der Mayahieroglyphen ein unlösbares Problem? :  [нем.] // Ethnos. — Jan—Feb, 1945. — Vol. 10, no. 1. — P. 44—53. — doi:10.1080/00141844.1945.9980637.
10. ↑  Шамун-наби — один из почитаемых святых низовьев Амударьи, легенда о нём является контаминацией местных легенд о человеке-быке Гавомарде с библейским Самсоном. Сильно разрушившееся здание мавзолея в 2018 году было снесено, и на его месте возведён новодел[62].
11. ↑  В 1958 и 1969 годах между Кнорозовым и Хейердалом возникали заочные конфликты, когда Юрий Валентинович уличал норвежского путешественника в тех или иных ошибках. Доходило даже до жалоб норвежской стороны в ЦК КПСС и МИД[106].
12. ↑  Tiahoga Ruge. IMDb. Дата обращения: 28 сентября 2019. Архивировано 13 марта 2022 года.
13. ↑  Епископ де Ланда писал: «Оказалось, что они не употребляют 6 наших букв, а именно: D, F, G, Q, R, S, в которых не было никакой надобности. Но они принуждены были удваивать и добавлять другие, чтобы различать разные значения некоторых слов…»[206].
14. ↑  Впрочем, ещё в 1986 году М. Ф. Альбедиль утверждала: «…надо полагать, что жители протоиндийских городов не только читали и писали (кто мог), но и говорили друг с другом и скорее всего их разговорный язык отличался от того, который представлен в надписях. Если к этому прибавить, что в языке или, точнее, языках, обслуживаемых протоиндийской иероглифической системой письма, кроме территориальных и хронологических могли существовать и социальные различия, то становится очевидной неправомерность самой постановки вопроса о точных фонетических чтениях»[264].
15. ↑  Власов Георгий Михайлович  (1912—2006). Институт тектоники и геофизики им. Ю. А. Косыгина ДВО РАН. Дата обращения: 29 октября 2019. Архивировано 28 октября 2019 года.